# Anatomie van de neanderthaler

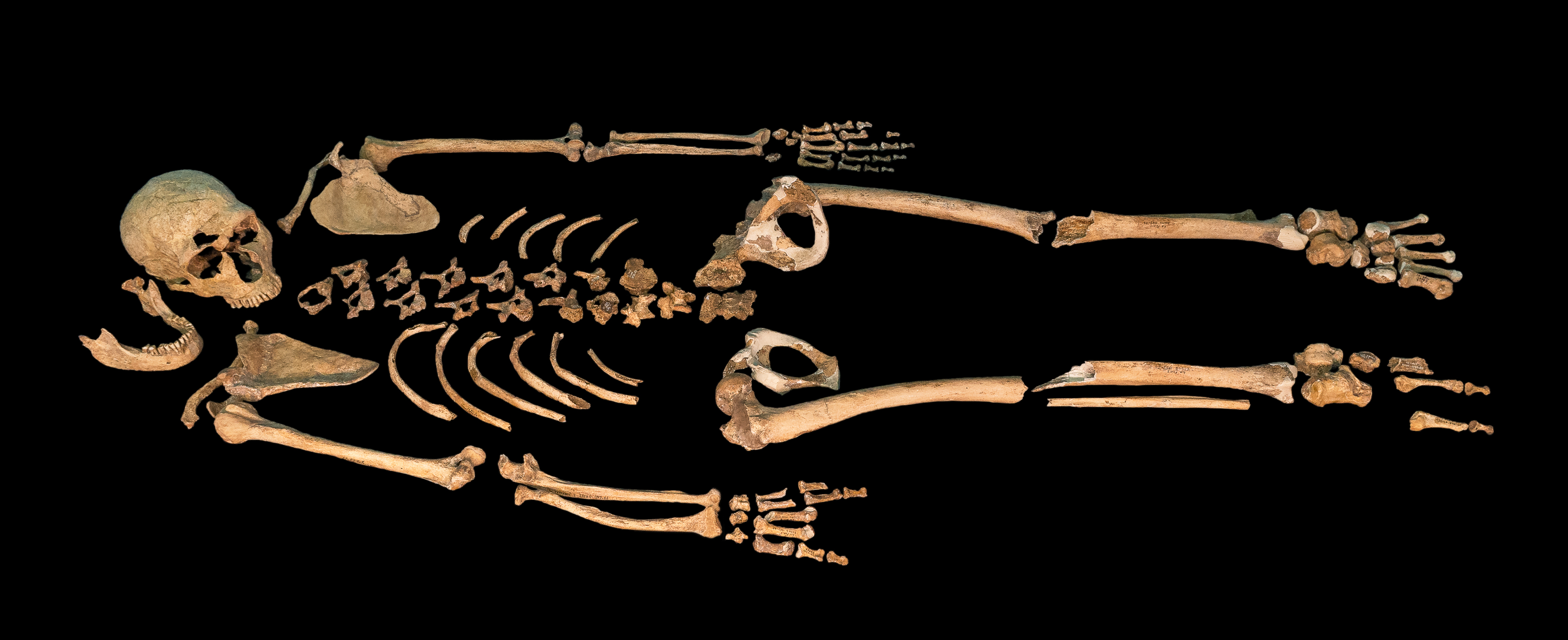
La Ferassie 1 is een van de meest complete neanderthalerskeletten

De anatomie van de neanderthaler behelst de bouw van een van de bekendste uitgestorven mensensoorten, Homo neanderthalensis.

## Algemene bouw
Het is niet eenvoudig de algemene bouw van de neanderthaler te bepalen omdat dit begrip binnen de ontdekkingsgeschiedenis van de neanderthaler gebruikt wordt voor een groot aantal populaties afwijkend in geologische ouderdom en verspreid over een aanzienlijk deel van westelijk Eurazië. De oudste populaties, met een leeftijd tot zo'n kwart miljoen jaar, verschillen niet heel veel van Homo heidelbergensis waaruit ze wellicht zijn ontstaan. Groepen in de Levant hebben zich misschien vermengd met Homo sapiens en delen daar in ieder geval sommige kenmerken mee.
Als men naar "de" neanderthaler verwijst, heeft men het meestal over de "klassieke neanderthaler", het type dat rond veertigduizend jaar geleden in Europa woonde en dat goed bekend is van talrijke vondsten uit Frankrijk en Kroatië. Dit type toont aanpassingen aan het koude klimaat van de laatste ijstijd, het Weichselien. De klassieke neanderthaler heeft een robuuste gedrongen bouw met een brede en tonvormige borstkas, een breed bekken en korte ledematen. De bouw lijkt nog het meest op die van de Inuit. De beenderen zijn krachtig ontwikkeld met grote aanhechtingsvlakken voor een sterke musculatuur. De neus steekt sterk naar voren uit, vermoedelijk om de ingeademde lucht te verwarmen. Meer in het algemeen bezit de neanderthaler daarnaast nog allerlei basale kenmerken die hij geërfd heeft van oudere populaties. Alle soorten van het geslacht Homo met uitzondering van de moderne mens en de Floresmens delen een horizontaal langwerpige schedel, dikke wenkbrauwwallen en een laag voorhoofd. Ze voldoen aldus aan een stereotiep beeld van de "oermens". De klassieke neanderthaler heeft echter ook eigenschappen die uniek zijn maar geen duidelijke koude-aanpassing. Een daarvan is de uitzonderlijk grote herseninhoud.

## Grootte

### Lichaamslengte

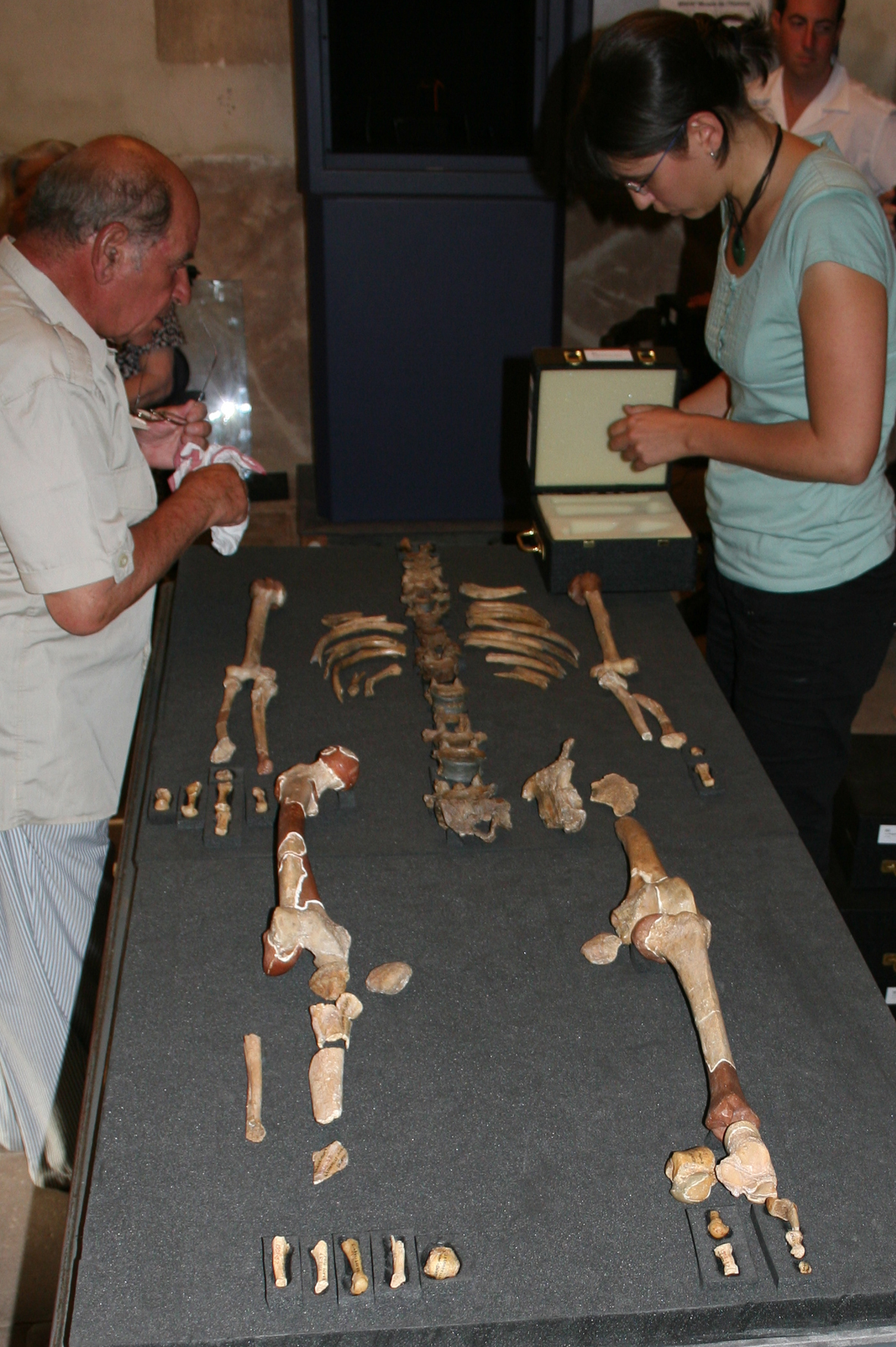
De vieillard de La Chapelle-aux-Saints was een uitzonderlijk kort individu

Gedurende de twintigste eeuw werd voor een aanduiding van de grootte van de neanderthaler meestal de beschrijving door Marcellin Boule uit 1911/1913 gevolgd die de lichaamslengte aangaf als zo'n anderhalve meter, duidelijk minder dan bij de moderne mens. Deze baseerde zich echter op een beperkt aantal exemplaren waarvan de belangrijkste, de "grijsaard van La Chapelle-aux-Saints", ook nog eens oud en rheumatisch was.

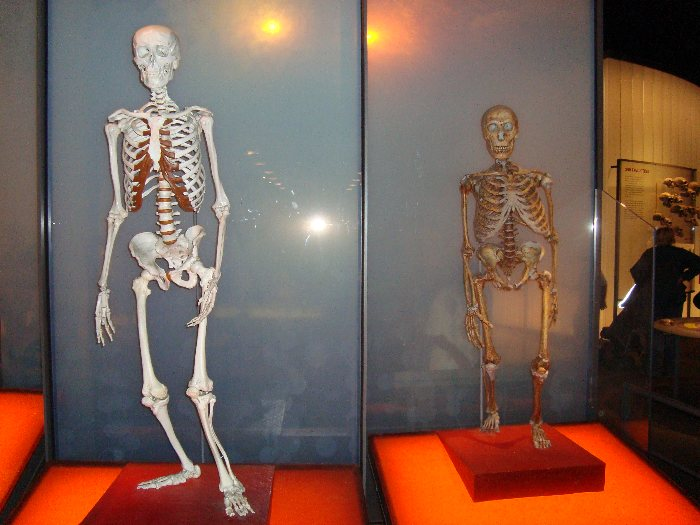
De vergelijking tussen de vieillard en Homo sapiens is daarmee zeer bedrieglijk

In 1998 voerde Hermann Helmuth een statistische analyse uit gebaseerd op vijfenveertig pijpbeenderen van veertien neanderthalermannen en zeven vrouwen. De mannen waren naar schatting tussen de 164 en 168 centimeter lang, de vrouwen tussen 152 en 156 centimeter. Dat is korter dan het huidige Europese gemiddelde maar niet afwijkend van de lengten tijdens de negentiende eeuw en eerder, toen de voedselconsumptie lager lag. Daar staat dan weer tegenover dat de neanderthaler vaak gezien wordt als een echte vleeseter, waarvoor men zou verwachten dat grote inneming van dierlijke eiwitten bij een gelijke erfelijke aanleg tot een moderne lichaamslengte zou leiden. Homo sapiens uit het late Paleolithicum werd 176,2 centimeter lang bij de mannen en 162,9 centimeter bij de vrouwen. Het gewicht van de mannen zou rond de zesenzeventig kilogram liggen, van de vrouwen een tien kilogram lager. Helmuth berekende ook de verhouding tussen de lichaamsoppervlakte en het lichaamsgewicht op 240-244 cm²/kg wat het warmteverlies beperkte. De Queteletindex of Body Mass Index lag bij mannen op 26,9–28,2 wat bij moderne mensen geïnterpreteerd zou worden als overgewicht. Dat gewicht kan veroorzaakt zijn door meer spiermassa maar ook door meer vet. In DNA geëxtraheerd uit bot van neanderthalers is het LEPR-gen geïdentificeerd dat codeert voor de Leptinreceptor, een van de receptoren waarop het hormoon leptine aangrijpt dat de aanmaak van vetcellen reguleert. Het gen lijkt op dat van de wolharige mammoet en kan weer een koude-aanpassing zijn. In 2010 vond een studie gebaseerd op zesentwintig exemplaren een gewicht van achtenzeventig tot drieëntachtig kilogram voor mannen en drieënzestig tot zesenzestig kilogram voor vrouwen.
In 2019 werden de lengten van toen bekende exemplaren gepubliceerd: die lagen tussen de 147 en 177 centimeter. Dezelfde studie had eigenlijk voetafdrukken tot onderwerp. Zeven daarvan wezen op een lichaamsomvang die de 177 centimeter nog oversteeg: 178,9 tot 189,2 centimeter. Sommige individuen hadden dus een fors postuur.

### Herseninhoud

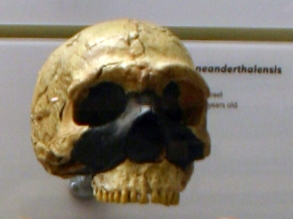
Amud 1 heeft het grootste brein van enige bekende fossiele primaat

De herseninhoud van de klassieke neanderthaler is de grootste van alle bekende primaten en wordt in absolute zin alleen overtroffen door die van sommige walvisachtigen. Bij oudere mensachtigen, zoals Homo habilis en Homo ergaster, zijn vaak vergaande conclusies getrokken uit een slechts beperkte toeneming van de hersenholte die aangeduid werd als een fundamentele sprong voorwaarts in de cognitieve vermogens. Bij de neanderthaler is het grote brein daarentegen meestal gezien als een speling der natuur waarbij het "lage voorhoofd" beklemtoond werd dat zou duiden op een al even laag intellect. De lage hoek die het voorhoofd maakt wordt echter voor een groot deel bepaald door de enorme vooruitstekende gezichtsmassa.
De hersenomvang is bepaald op gemiddeld 1640 cc voor mannen en 1460 cc voor vrouwen. Zelfs bij moderne goed doorvoede Europese populaties, die grotere hersenen hebben dan andere moderne groepen, is de gemiddelde omvang bij mannen slechts 1362 cc en bij vrouwen 1201 cc. Opmerkelijk is dat Homo sapiens-populaties uit het Paleolithicum een hersengrootte hebben die dichter bij de neanderthalers ligt. Het brein is dus in het recente verleden bij de mens in omvang verminderd. Het neanderthalerexemplaar met de grootste bekende hersenomvang is Amud 1, met 1740 cc. Dat individu kan ruim twintig miljard neuronen bezeten hebben, vergeleken met 43 miljard bij de orka.
Het is zeer onzeker wat de herseninhoud zegt over de intelligentie van de neanderthaler. Vroeger werd aangenomen dat de neanderthaler ondanks zijn grotere brein een inferieure en stagnerende werktuigtechnologie bezat, een beperkt dieet, een gering vermogen abstract te denken en een simpele sociale structuur. Daarbij dacht men dat juist de moderne mensen die de neanderthalers vervingen ook nog eens cultureel meer geavanceerd waren dan populaties in Afrika en Oost-Azië. In de vroege eenentwintigste eeuw echter toonden nieuwe vondsten aan dat neanderthalers zelfs voor een contact met de moderne mens verfijndere stenen werktuigen begonnen te produceren, kunst maakten, meer voedselbronnen aanboorden en complexe technieken ontwikkelden. Tegelijkertijd bleken in Oost-Afrika al vroeg geavanceerde culturen op te duiken. Volgens Wil Roebroeks waren de eerdere opvattingen hierover slechts de uiting van een modern meerderwaardigheidscomplex. Overigens wordt niet gedacht dat de grote hersenen van moderne Europese populaties van de neanderthaler overgenomen zijn, hoewel het DNA op een zekere mate van vermenging wijst.

## Skelet

### Schedel

#### Schedeldak

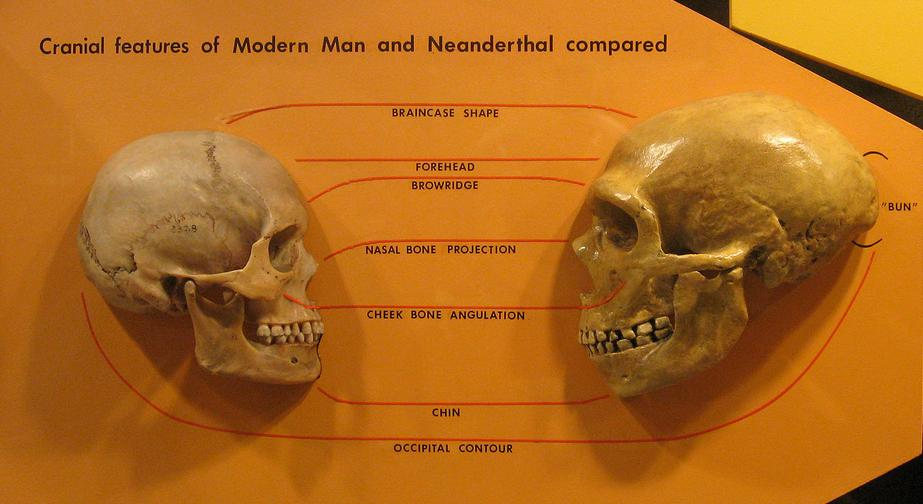
Schedels van een moderne mens en een neanderthaler met elkaar vergeleken

De schedel van de neanderthaler is minder bol dan bij Homo sapiens. Het schedeldak is lager en aan de uiteinden is er een afplatting. Die is beperkt aan de voorzijde maar zeer geprononceerd aan de achterzijde. Daar vormt de schedel een zogenaamde chignon, een "knotje" dat sterk naar achteren uitsteekt door een verlenging van de wandbeenderen en het achterhoofdsbeen. Dit kenmerk, al door Boule onderkend, wordt wel gezien als een autapomorfie, unieke afgeleide eigenschap, van de soort. In zijaanzicht versterkt de chignon de algehele horizontale langwerpigheid van het hoofd. In achteraanzicht is de chignon zichtbaar als een ruime horizontale verbreding die sterker ontwikkeld is dan bij enige andere mensachtige; dit wordt wel als een en bombe-vorm aangeduid. Dit hangt weer samen met een afplatting op het lambda, de V-vormige ontmoeting van de beennaden tussen wandbeen en achterhoofdsbeen. Het is omstreden in hoeverre de chignon homoloog is aan gelijkende structuren bij moderne mensen en wat de oorzaak is van deze bouw. Het is wel gesteld dat de chignon het gevolg is van het onderbrengen van een grote absolute herseninhoud in een langwerpige schedel en dat daartoe de achterkant langer bleef doorgroeien. Het achterhoofd kenmerkt zich verder door een fossa suprainiaca, een horizontale (in dit geval ovale) groeve boven het inion, een uitstulping op het achterhoofdsbeen. Deze groeve is zeer algemeen bij neanderthalers maar zeer zeldzaam bij oudere vormen of moderne mensen.
Dat bij de moderne mens de achterkant van de schedel boller is, kan gezien worden dat een aanwijzing dat bepaalde hersenkwabben bij de neanderthaler minder ontwikkeld zijn. Meer in het algemeen zijn de voorhoofdskwabben platter maar breder, zijn de pariëtale kwabben kleiner, de reukkwabben groter, de temporale kwabben langer en de kleine hersenen kleiner. In beginsel kunnen hier allerlei conclusies uit worden getrokken over het gedrag en de cognitieve vermogens maar de data zijn lastig te interpreteren. In 2013 concludeerde een studie dat de grote oogkassen van neanderthalers zouden wijzen op grotere ogen als aanpassing aan de donkerder winters op hogere breedtegraden, dat de visuele cortex overeenkomstig groter was, dat als hiervoor gecompenseerd werd de hersenen helemaal niet zo groot waren gezien het overgewicht van neanderthalers en dat de rest van de cortex, de correlatie bij de primaten als geheel toepassend, zou duiden op een kleinere sociale groepsomvang van zo'n 120 personen tegenover 144 bij de anatomisch moderne mens. Deze redenering is echter niet algemeen aanvaard. Het is maar de vraag of de ogen zelf groter waren, men kan ook concluderen tot kleinere ogen gezien de langere daglengte in de zomers en het is onzeker of meer neurologische aansturing nodig is van een grotere massa aan vet, spieren en bot.
Het schedeldak wordt vooraan begrensd door krachtige wenkbrauwwallen of bovenoogkuilswallen, welke bij ruim 60% van moderne mensen ontbreken. Die waren niet massief maar gevuld door sponsachtig bot. De lijn van de wallen was niet recht maar werd in het midden wat ingekeept. Achter de wallen helt het voorhoofd naar achteren en is er een duidelijke insnoering overdwars. Het schedeldak bereikt daarachter toch nog een aanzienlijke hoogte, overeenkomstig de grote herseninhoud. Er is geen duidelijke schedelkam, middenkam, verheffing in de lengte of verdere beenringen. Bij sommige individuen is de kruin van de schedel niet-pathologisch extreem afgeplat, wat moderne mensen nooit tonen.

#### Neus

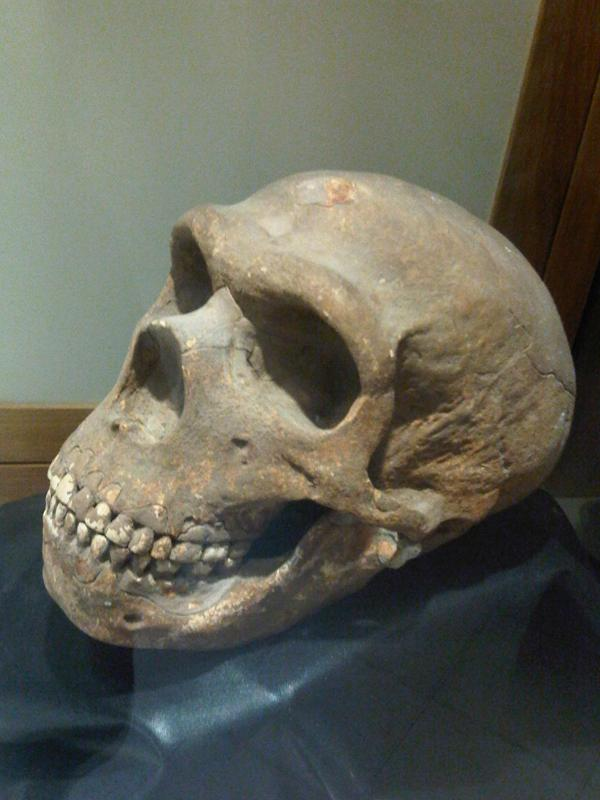
De neus steekt sterk naar voren uit

Tussen de oogkassen steekt het neusbeen sterk naar voren. Het bovenprofiel van de neuswortel loopt vrijwel horizontaal uit. De neusopening is groot en breed. Een brede neus is een basaal kenmerk: alleen de moderne mens heeft soms een echt smalle neus, waarbij de trend richting nauwere neusopeningen en een smallere neusbrug is. Hoewel de weke delen niet bekend zijn, waaronder het kraakbeen dat de vorm van de punt van de neus bepaalt, wordt meestal aangenomen dat de neanderthaler een enorme gok moet hebben gehad van Cyrano de Bergerac-proporties. In illustraties is het niet gebruikelijk hem een haviksneus te geven. Bij de moderne mens springt de botwand in tussen de neusopening en de tandkas van de hoektand. Deze groeve heet de fossa canina. Bij de neanderthaler echter is deze ruimte helemaal met bot opgevuld en stulpt de neusbasis zelfs naar voren uit. De neanderthaler heeft veel vaker dan bij oudere soorten of de moderne mens een "trede" tussen de buitenste voorkant van de neusopening, die ook nog eens speciaal breed is, en de bodem van de neusholte. De neusdrempel steekt uit en is bij de neanderthaler opvallend vaak complex van vorm. De crista spinalis en crista lateralis zijn typisch vergroeid, met vaak ook nog eens een gedeeltelijke vergroeiing tussen de crista spinalis met de crista turbinalis, wat een driehoekige fossa intranasalis oplevert. Alle drie de kammen kunnen ook versmolten zijn tot een enkele scherpe kam, kennelijk samenhangend met de voorwaartse uitbreiding van de neusholtebodem en een wellicht aanzienlijke snotproductie.
De functie van de grote neus wordt traditioneel gezien als het opwarmen van koude lucht. In 2012 meende Todd Rae echter dat dit niet in overeenstemming is met de Wet van Allen die stelt dat bij warmbloedige dieren in polaire streken uitstekende lichaamsdelen verkort worden om warmteverlies en bevriezing te voorkomen. Hij opperde dat de grote neus in de Levant was ontwikkeld, in juist een heet klimaat om af te koelen. Deze neus zou behouden zijn in noordelijker streken vanwege een andere jachtmethode vergeleken met de moderne mens. Homo ergaster, diens voorloper, ontwikkelde een atletische bouw om prooien al "joggend" af te matten. Deze tactiek zou in noordelijke contreien niet gewerkt hebben omdat prooidieren daar door de lagere temperaturen minder snel oververhit zouden zijn geraakt. De neanderthaler zou daarom van hinderlagen uit gejaagd hebben, dieren in een korte snelle sprint overvallend. Daar was veel zuurstof voor nodig, zeker gezien de grotere spiermassa, die door de enorme neus ingeademd kon worden. Deze hypothese is problematisch. Bij een sprint treed anaerobe verbranding op waarvoor dus geen extra zuurstof nodig is. Ook vroege neanderthalers hadden al vrij grote neuzen.

#### Verhemelte en schedelbasis
De schedelbasis is tamelijk plat. Het foramen magnum, het achterhoofdsgat, is langwerpig. Dat kan een autapomorfie zijn want zowel oudere vormen als de moderne mens hebben een meer cirkelvormig gat. Het tepelbeen draagt een kam. De processus mastoideus heeft bij klassieke neanderthalers geen zijwaartse zwelling, een basaal kenmerk: de moderne mens bezit die wel. De eminentia juxtamastoidea, het plateau dat de aanhechting vormt voor de venter posterior van de musculus digastricus, de spier die de mond opent, is basaal breed; bij de moderne mens is deze zone versmald. In het oor heeft de korte tak van het aambeeld een gezwollen uiteinde als bij Homo sapiens. Het labyrint, het evenwichtsorgaan in het slaapbeen, wijkt wat af van zowel dat van de moderne mens als dat van oudere vormen. Het achterste halfcirkelvormige kanaal is absoluut en relatief kleiner. Het heeft een meer ronde vorm. Het ligt ook lager ten opzichte van het buitenste halfcirkelvormige kanaal dat zelf juist absoluut en relatief groter is. Ten opzichte van het vlak van dit kanaal is de lijn van de ampulla die de kanalen verbindt meer verticaal gericht. Deze verschillen weerspiegelen wellicht een geringere beweeglijkheid van het grote hoofd en zware romp.

##### Verband met een gesproken taal

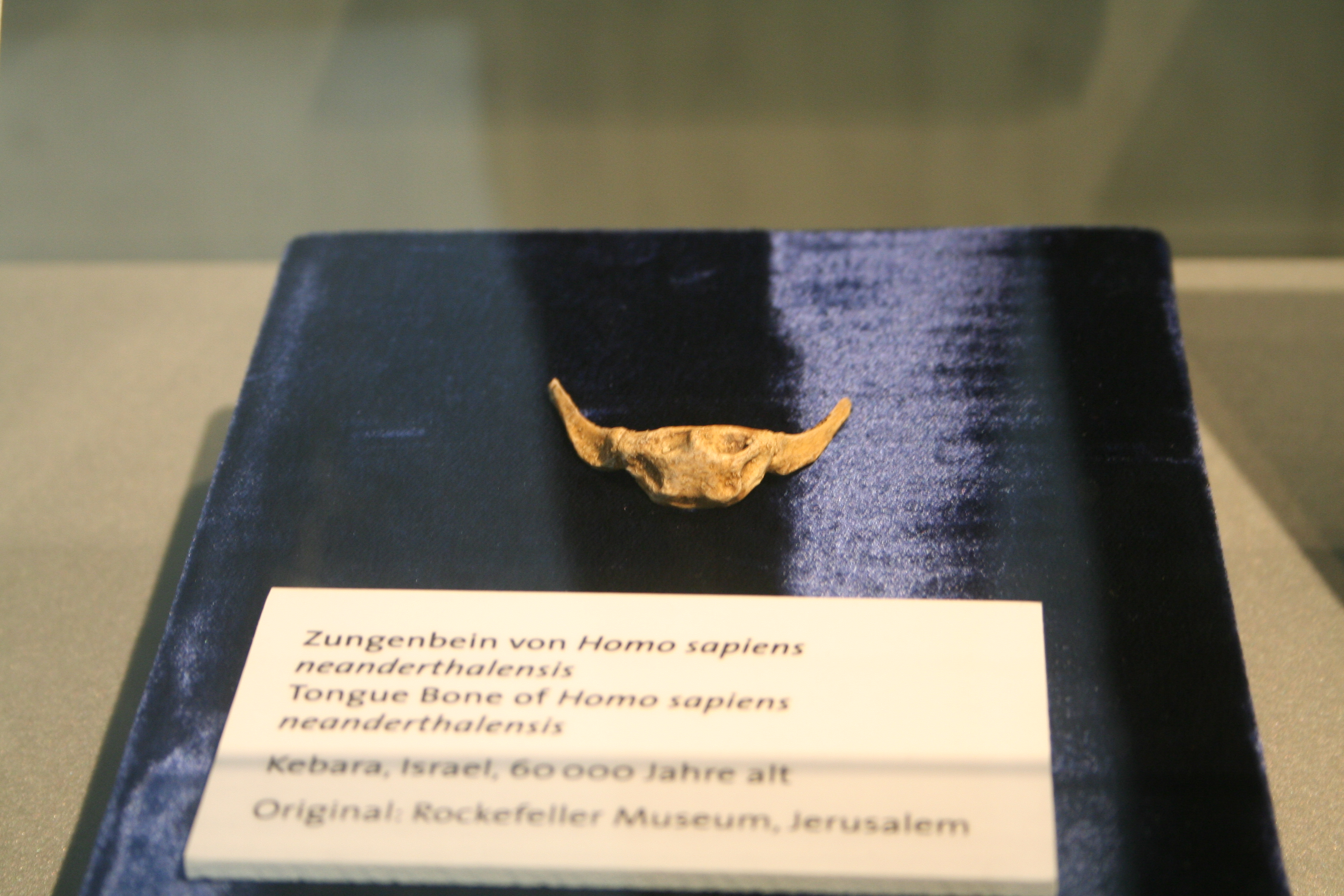
Het tongbeen van de neanderthaler lijkt sterk op dat van de moderne mens

Door de algehele langwerpigheid van de schedel is het verhemelte lang ten opzichte van de nek die vermoedelijk typisch kort was. In 1971 stelde Philip Lieberman dat het strottehoofd en de keelholte daardoor erg ondiep moeten zijn geweest, net als bij een moderne zuigeling. Dat zou volgens hem impliceren dat de neanderthaler niet in staat was veel geluiden voort te brengen waaronder de meeste klinkers en de g of k. De neanderthaler zou dan geen modern spraakvermogen of gesproken taal gekend hebben, hoewel hij het niet uitgesloten achtte dat op hoger niveau dan de meeste primaten door middel van kreten gecommuniceerd kon worden. Lieberman kreeg veel aanhangers en zijn positie zou nog tot in de jaren negentig door hem verdedigd worden. Hij dacht dat het gebrekkige vermogen tot spreken een factor was geweest in het uitsterven van de neanderthaler. Al snel werden zijn conclusies betwijfeld. In de jaren tachtig werd duidelijk wat er mis gegaan was. Lieberman was afgegaan op de beschrijving door Boule. Die had echter de schedel van de vieillard de La Chapelle-aux-Saints gebruikt waarvan de onderzijde zwaar beschadigd was. Boule vulde gegevens aan met de morfologie van de chimpansee. In 1989 publiceerde Heim een verbeterde beschrijving. Daarbij bleek dat de processus mastoideus en processus styloideus zich op een tamelijk normale positie bevinden zodat er geen reden is een bijzonder hoog strottehoofd aan te nemen. Een studie uit 2002 modelleerde de vorm van de keelholte en concludeerde dat de neanderthaler ongeveer even goed als een moderne mens in staat zou zijn geweest klinkers voort te brengen en veel beter dan een moderne peuter die er al vrij goed in is. Deze conclusies worden bevestigd door het tongbeen van de neanderthaler dat vrijwel identiek is aan dat van de moderne mens. Het is gebouwd voor een langdurige belasting in snelle bewegingen zoals bij het spreken. Meestal wordt aangenomen dat de grote keelzakken of luchtzakken die moderne basale mensapen bezitten bij de neanderthaler al lang verdwenen waren. Ook dat kan duiden op een gesproken taal want zulke zakken zouden klinkers veel minder helder maken.
Hoewel Liebermans theorie nog veel in populairwetenschappelijke boeken of artikelen opduikt, en zelfs aangehaald wordt door meer algemene linguïstische of psychologische literatuur, wordt zij in de paleoantropologie als weerlegd beschouwd. Dat de neanderthaler fysiek in staat was te spreken, impliceert echter nog niet dat hij dit ook werkelijk deed. Op dit punt zijn er twee belangrijke scholen. De eerste meent dat de taal pas zo'n honderdduizend jaar bestaat, ontstond door een plotse evolutionaire sprong zoals een puntmutatie en de verklaring is voor de Neolithische revolutie. De andere school denkt dat de   laatste gemeenschappelijke voorouder van Homo sapiens en de neanderthaler, minstens een half miljoen jaar oud, al kon spreken en dat de oorsprong van de taal vermoedelijk nog een stuk ouder is, zo'n anderhalf miljoen jaar, liggend in vroege varianten van Homo erectus.

#### Gezicht

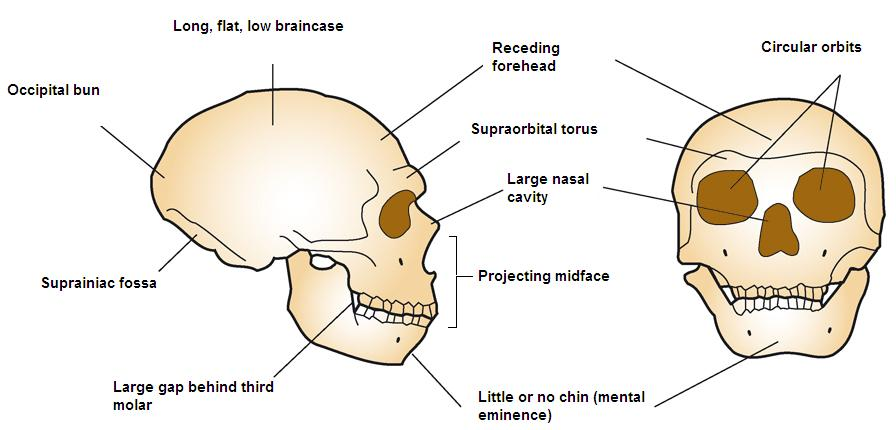
Eigenaardigheden van de neanderthalerschedel

Het gezicht is relatief lang en smal, zij het in vergelijking met de moderne mens: voor de meeste homosoorten is de vorm normaal. De voorste zone van het jukbeen ligt tamelijk achterwaarts, net als bij de moderne mens maar afwijkend van de voorwaartse positie bij oudere soorten. De jukbeenzone is aan de voorkant en zijkant afgeplat in plaats van hoekig. Dat is een mogelijke autapomorfie, meer dan het ontbreken van de fossa canina wat ook bij oudere soorten voorkomt, hoewel er meestal wel een holte is onder het foramen infraorbitale. De bovenkaak is prognaat, naar voren uitstekend, maar niet die mate dat er diastemen in de bovenste tandenrij ontstaan. Het sterk naar voren uitsteken ontwikkelde zich tamelijk laat in de ontogenie, wellicht in een groeispurt tijdens de adolescentie. De clivus naast de neus loopt steil.

### Onderkaken
De mandibula, de vergroeide gepaarde onderkaken, is langwerpig overeenkomstig de lengte van het cranium. Door het lange corpus of lichaam, de horizontale tak van de kaak, ontstaat er een ruimte, de retromolar space, tussen de onderste derde kies, de normale achterste tand, en de ramus, de opgaande tak van de kaak. Dit is wel als een autapomorfie gezien. Het corpus is basaal breed overdwars, anders dan bij de moderne mens waar zich een versmalling heeft voorgedaan.

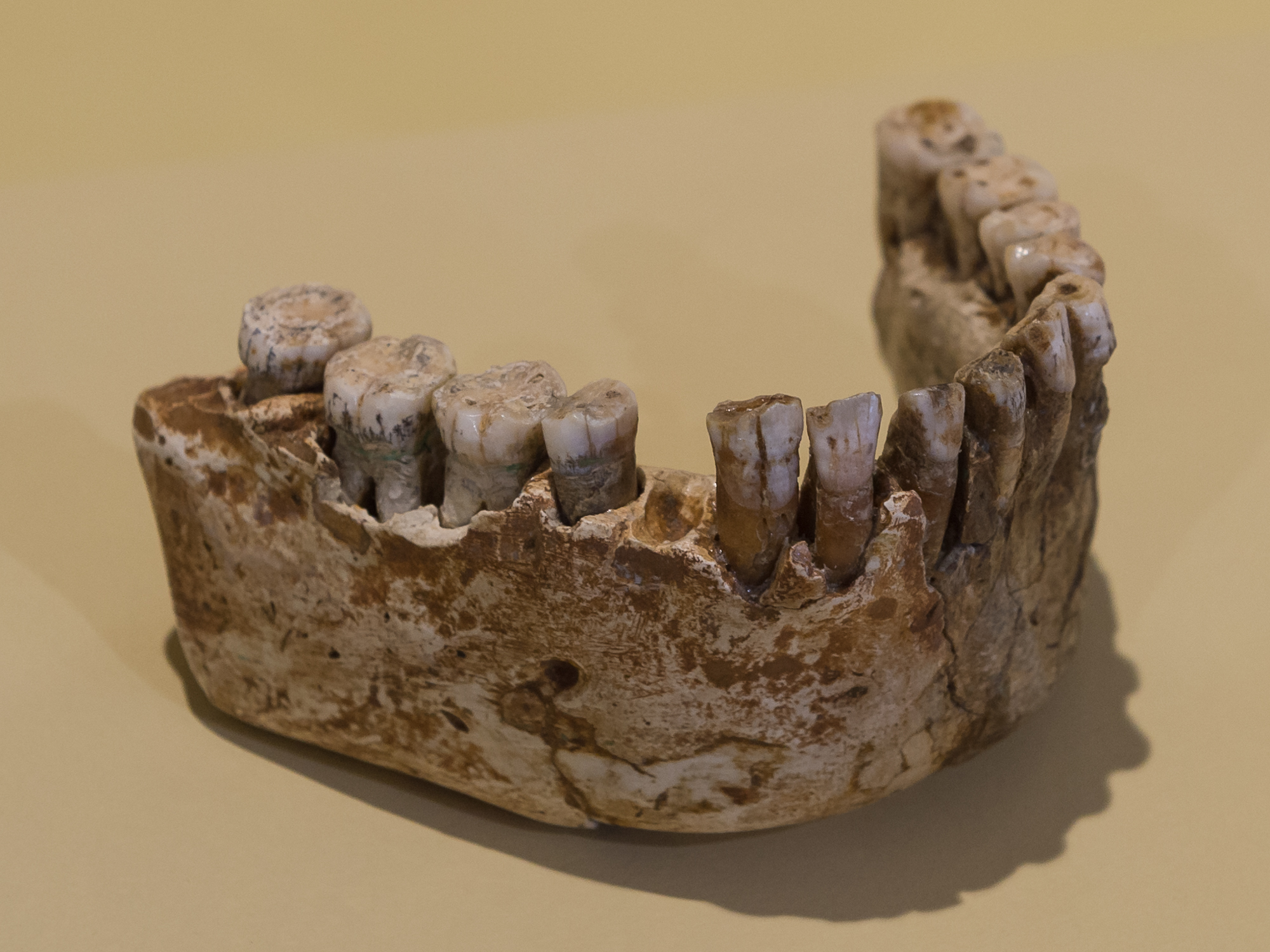
Onderkaak uit de Grotte de la Hyène

De ramus is opvallend smal in zijaanzicht, net als bij moderne mensen maar afwijkend van oudere soorten. Dat kan functioneel verband houden met de achterwaartse positie van het jukbeen, hoewel het statistisch verband over de verschillende soorten van Homo zwak is. De condyle waarmee de onderkaak articuleert met de schedel heeft een binnenste en buitenste lob, gescheiden door een inkeping waarin zich weer een kam bevindt. Die kam kan de binnenste of buitenste lob doorsnijden en de eerste toestand is kenmerkend voor de neanderthaler. De moderne mens toont daarentegen de basale toestand. Men kan de situatie bij de neanderthaler ook omschrijven als een buitenste lob die meer zijwaarts geplaatst is ten opzichte van de kam en de processus coronoideus. De binnenzijde van de kaak toont een opvallend groot bovenste bultje voor de aanhechting van de Musculus pterygoideus medialis; de onderste bultjes zijn kleiner. Dit kenmerk wordt gedeeld met de moderne mens waar het echter veel zeldzamer is, en ontbreekt bij oudere soorten.
Vooraan is er meestal geen duidelijke kin: de symfyse, de vergroeiing, loopt recht naar beneden. De kin ontbreekt omdat de tandrij meer naar voren doorgroeit vergeleken met de moderne mens. Toch is de symfyse minder robuust dan bij Homo erectus. Er is een driehoekige protuberantia mentalis die aan de zijranden duidelijk afgescheiden is door tubercula mentales mandibulae. Een puntige vooruitstekende tuber symphyseos als bij de moderne mens ontbreekt echter. 
Het foramen mentale, een belangrijke aderopening, is groot en ligt onder de eerste kies in plaats van onder de premolaren. Die positie is echter niet zozeer een eigenaardigheid van de opening maar van de vrij voorwaarts geplaatste kies. Zij kan echter ook worden gezien als een gevolg van de verkorting van het zenuwkanaal van de nervus alveolaris inferior. Het foramen is vaak rond maar in de helft van de gevallen ontstaat een ovale vorm doordat een beenricheltje, de lingula, de bovenste helft afsluit. Deze morfologie komt al voor bij Homo heidelbergensis maar is zeer zeldzaam bij de moderne mens.

### Gebit

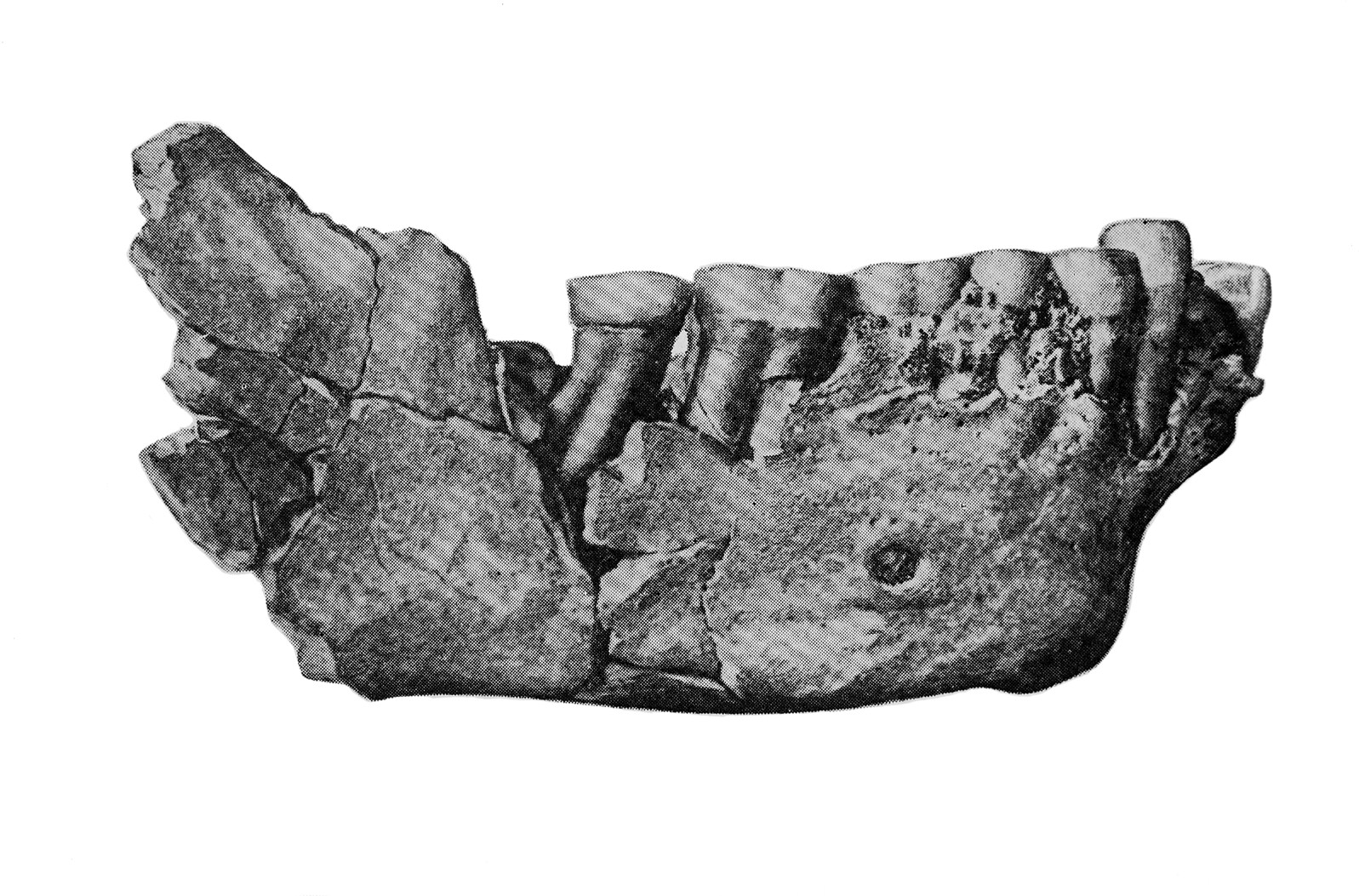
Onderkaak uit Ehringsdorf. Opvallend is het grote foramen mentale

#### Algemene morfologie
Het gebit van de neanderthaler heeft in het algemeen dezelfde indeling als dat van de moderne mens, met per kwadrant twee snijtanden, een hoektand, twee premolaren en drie kiezen. Er zijn echter detailverschillen en vooral wijkt de interne structuur af. Het glazuur is relatief dun en is vermoedelijk in een kortere tijd afgezet, in een snellere groei. Daarnaast zijn de premolaren en kiezen opvallend taurodont, dat wil zeggen dat de pulpaholte onder in de kies groot en breed is. De naam verwijst naar de dwarsdoorsnede die lijkt op de kop van een gehoornde stier. Losse kiezen worden op grond hiervan als fossielen van neanderthalers geïdentificeerd. Voor alle tanden geldt dat de wortels relatief langer zijn, zowel absoluut als in verhouding tot de kroon.

#### Voorste tanden

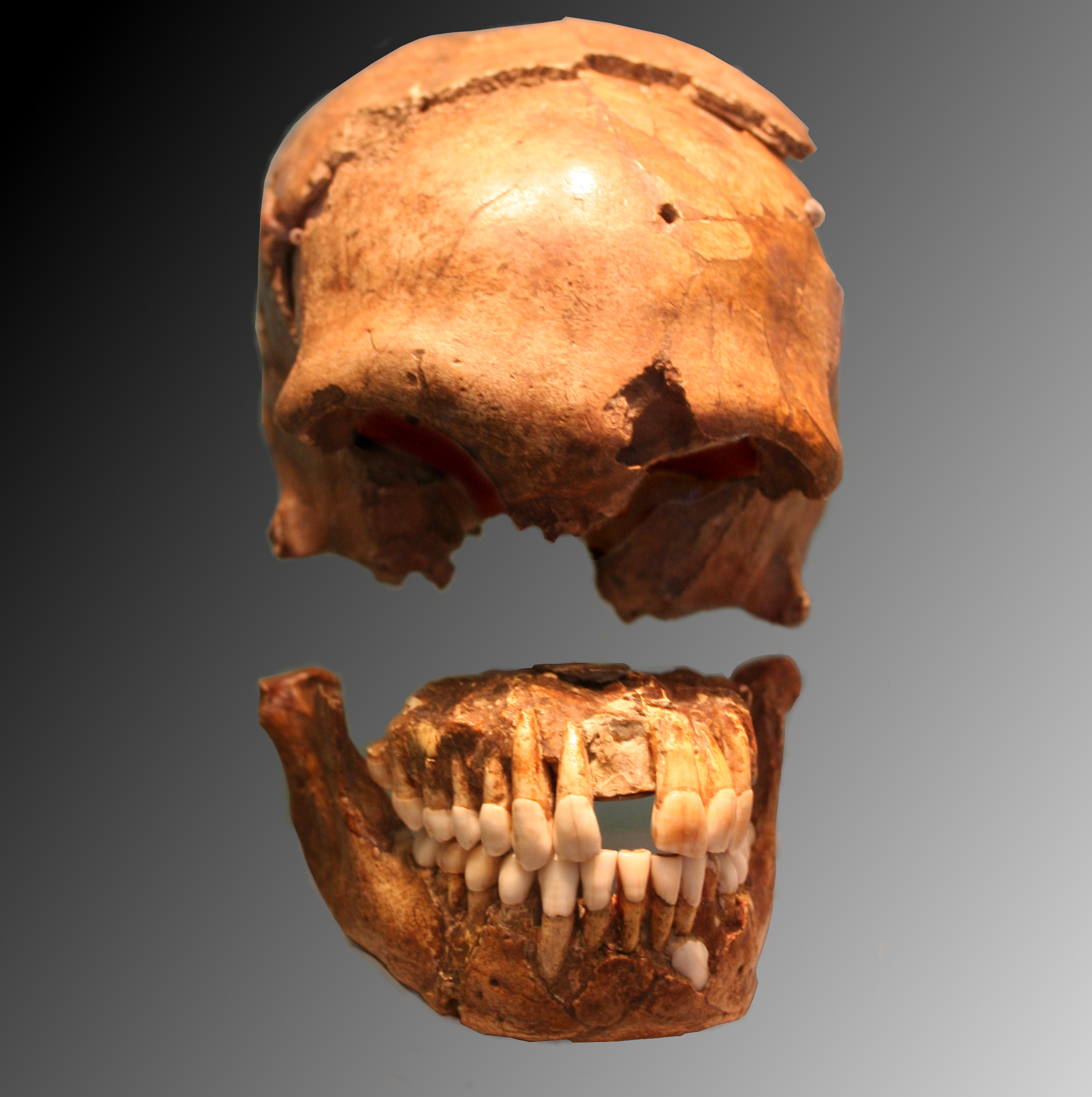
Le Moustier 1, het duurste neanderthalerfossiel uit de geschiedenis, werd zwaar beschadigd toen een dentoloog de lange wortels van de voorste tanden wilde blootleggen

Door de lange kaken is er vooraan volop ruimte voor tanden en de voorste tanden zijn dan ook relatief groot ten opzichte van de achterste tanden die overigens zelf gereduceerd zijn ten opzichte van oudere soorten. De voorste tanden zijn daarbij in absolute zin gemiddeld groter dan die van de moderne mens, waarvan het voorste gebit gereduceerd is. Hun wortels zijn nog eens extra lang, vooral in de bovenkaken. Ze hebben een bolle voorkant, vooral horizontaal. De snijtanden zijn spadevormig, dus naar het uiteinde wat verbredend en holler van achteren met versterkende richels. Aan de achterzijden van de bases liggen opvallende druppelvormige bultjes. Dit zijn kenmerken die in mindere mate al opduiken bij de vroege Homo. Bij vroege moderne mensen is zo'n spadevorm echter zeer zeldzaam, om weer op te duiken bij bepaalde Aziatische populaties, volgens sommige onderzoekers door vermenging met archaïsche populaties. De tweede snijtand is van voren bezien relatief breed.

#### Premolaren en kiezen
Lange tijd werd aangenomen dat de premolaren en kiezen van neanderthalers in vorm vrijwel gelijk zijn aan die van moderne mensen. Sinds de late twintigste eeuw echter, toonde nauwkeuriger onderzoek echter toch systematische verschillen aan. Die blijken niet geërfd te zijn van Homo erectus. Het postcanine gebit, achter de hoektand, van de neanderthalers is dus juist afgeleid, en dat van de moderne mens op veel punten basaal.
Vooral de onderste vierde premolaar — de eerste en tweede premolaar zijn bij mensachtigen al lang verdwenen — heeft een duidelijk andere bouw. Het asymmetrische kauwvlak is veel complexer met talloze extra plooien, richels en knobbeltjes aan de achterzijde. Hij heeft een krachtige doorlopende dwarskam en een hoge sterke metaconide. Deze combinatie toont Homo sapiens niet meer. Het tegenwoordig veel voorkomende moderne patroon met een symmetrische kroon en een vlak plateau op de positie van het metaconide, ontbreekt daarentegen bij neanderthalers volledig.
De kiezen van neanderthalers zijn gemiddeld groter in absolute zin dan die van moderne mensen. Zowel in de bovenkaak als in de onderkaak zijn de eerste en tweede kies ongeveer even groot en duidelijk groter dan de derde kies. Bij de onderkaak is meestal de tweede kies net de grootste. Dat geldt ook voor de bovenkaak maar alleen bij de klassieke neanderthaler. Bij moderne mensen zijn in de bovenkaak de tweede en derde kies bijna even groot (waarbij de tweede iets groter is) en is de eerste kies duidelijk groter, net als bij  vroege neanderthalers; in de onderkaak ligt de tweede kies in grootte tussen de eerste en derde in.
Vooral de eerste kies van de neanderthaler is in vorm afwijkend. Bij de eerste molaar van de onderkaak ligt de knobbel van het metaconide centraler en het protoconide en hypoconide  liggen dichter bij elkaar. De rand van de verbinding tussen de glazuurkap en het dentine van de kroon is groter dan de verbinding tussen het glazuur en het tandwortelcement; de buitenhoek van deze laatste verbinding aan de zijde van de hoektand is meer centraal geplaatst. Bij de tweede onderste kies is de rand van de verbinding tussen de glazuurkap en het dentine van de kroon overdwars gerekt en de verbinding tussen het glazuur en het tandwortelcement is meer afgerond, zonder de inkepingen die het moderne gebit kenmerken. De derde onderste kies deelt dit laatste kenmerk en hier is ook het entoconide centraler geplaatst terwijl het protoconide vrij hoog is.

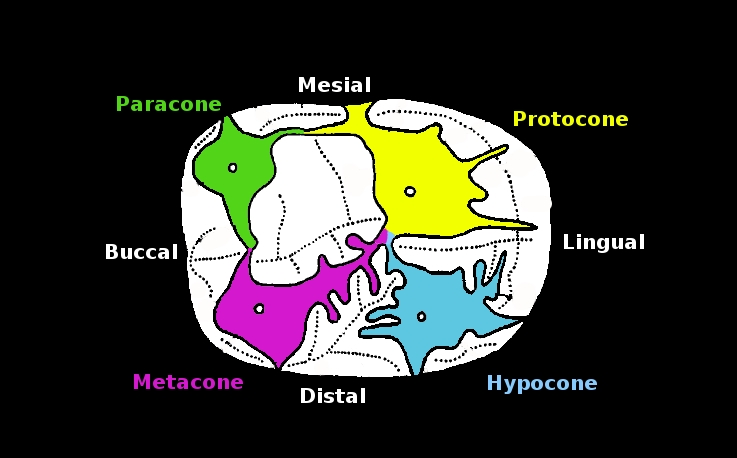
De indeling van het kauwvlak van kiezen bij Hominoidea, aan de hand van een bovenste eerste rechterkies van een mens. "Mesiaal" is in dit geval de kant van de vierde premolaar en "distaal" de kant van de tweede kies. "Buccaal" is de zijde van de lip, "linguaal" de zijde van de tong.

Ook bij de bovenste eerste kies zijn er verschillen. De paracoon is korter en meer centraal geplaatst, alsmede de hypocoon. De rand aan de zijde van de tweede kies is laag. De verbinding tussen het glazuur en het tandwortelcement heeft een binnenhoek aan de zijde van de tweede kies die sterk uitsteekt. Bij de tweede bovenste kies staan protocoon en metacoon dichter op elkaar terwijl de paracoon en hypocoon juist verder uiteen staan. Dat betekent dat de scheefheid van deze kies groter is met een profiel als een parallelogram. Ook hier ontbreken de inkepingen in de verbinding tussen het glazuur en het tandwortelcement. Ook de derde bovenste kies is schever. De verbinding tussen het glazuur en het tandwortelcement is groter en overdwars langer.
Bij moderne mensen breekt nog al eens de verstandskies, de derde kies, niet door. Dat kan gezien worden als een trend in gebitsreductie: bij gorilla's is er soms nog een vierde kies maar die ontbreekt altijd bij australopitheken en de soorten van Homo. Bij de neanderthaler komt de derde kies altijd uit en dat is ook zeer algemeen bij oudere mensensoorten.

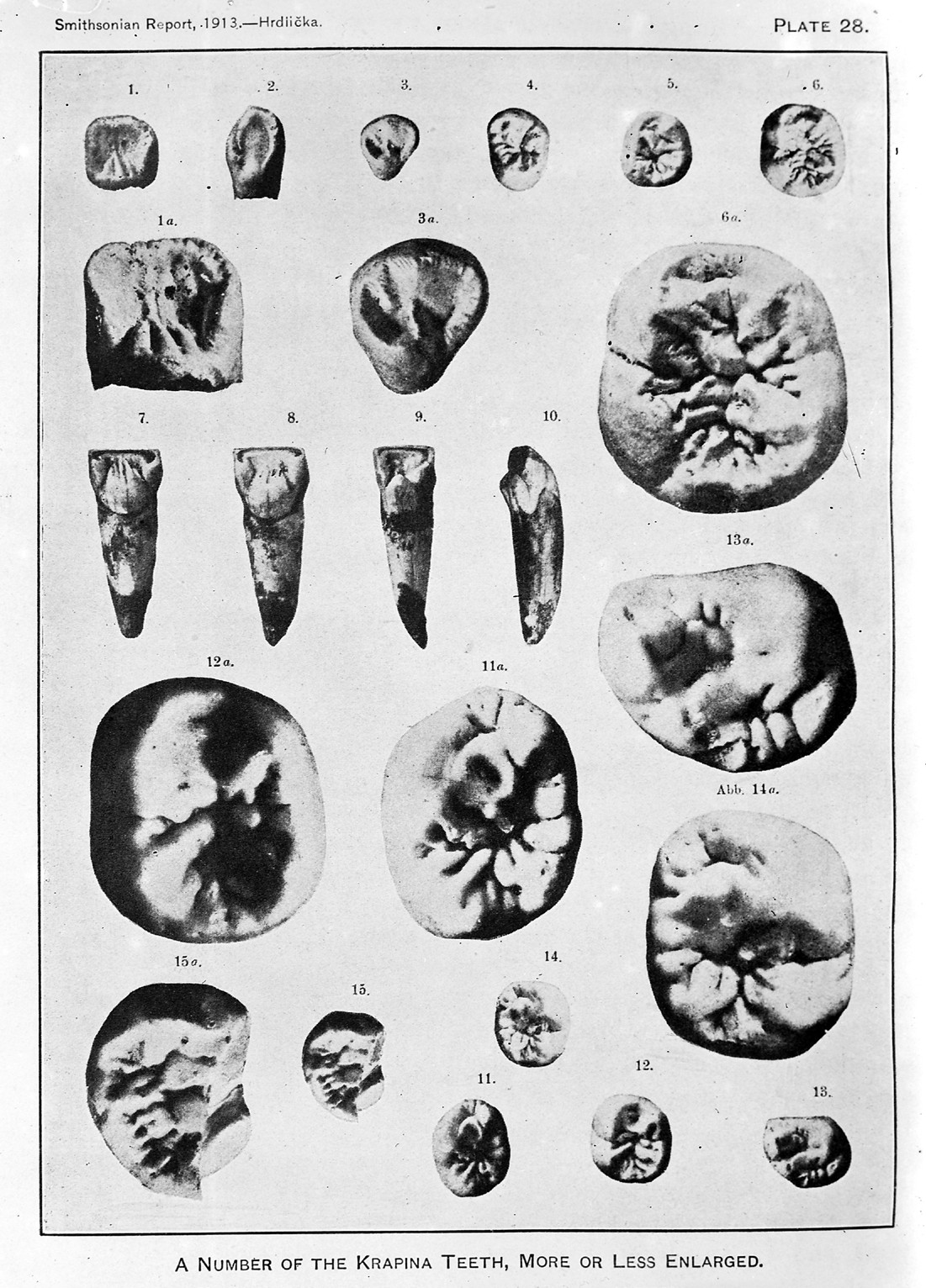
Tanden uit Krapina

Hiernaast hebben de kiezen van neanderthalers nog wat algemene eigenaardigheden. Bij mensen steken hoorns van dentine uit in de glazuurknobbels. Bij neanderthalers zijn die hoorns typisch meer centraal geplaatst in het metaconide en entoconide van de onderste kiezen; bij de bovenste kiezen bestaat dit verschil niet. Uniek voor neanderthalers is dat deze hoorns soms gevorkt zijn. Bij mensen is er vaak een extra knobbeltje achter de paracoon. Bij neanderthalers heeft de eerste bovenste kies bijna altijd zo'n knobbeltje. Bij de moderne mens is het juist de derde bovenste kies waar dit kenmerk dominant is. Bij neanderthalers ligt de schuine kam op het kauwvlak, de crista obliqua, op de tweede bovenste kies meestal tussen de protocoon en de metacoon; bij moderne mensen ook vaak tussen de metacoon en de achterrand. Bij de onderste kiezen is er vaker een kam over het trigonide tussen protoconide en metaconide, vooral bij de tweede en derde kies. Bij mensen zijn de knobbels op de distale rand, dus aan de zijde van de volgende tand, van de bovenste kiezen vaak zeer verschillend van patroon. Bij neanderthalers is dit fenomeen extreem ontwikkeld, waarbij zowat ieder individu een uniek patroon heeft. Vaak is er een knobbel van Carrabelli op de bovenste eerste kies. Opvallend vaak is er bij neanderthalers een vijfde knobbel aanwezig op de onderste eerste kies. De onderste tweede kies heeft vaak een Y-patroon op het kauwvlak. De onderste kiezen hebben bij moderne mensen aan de distale rand vaak een gereduceerde structuur zonder hypoconulide of entoconulide knobbeltjes. Een dergelijke reductie ontbreekt bij neanderthalers gemeenlijk; dit is de basale toestand.

#### Functie van het gebit
Het is lastig te zeggen wat hun gebit zegt over het gedrag van neanderthalers. Het is wel gedacht dat hun grote voorste tanden dienden als werktuig of om extra voorwerpen te dragen, als een soort "derde hand". Dat komt overeen met het gegeven dat hun wortels extra bevestigd zijn door dikker tandcement, een toestand die hypercementosis wordt genoemd. Ook de spadevorm en de achterste bultjes zouden de tanden daarvoor goed versterkt hebben. Daar staat tegenover dat het patroon van krasjes op het glazuur niet wijst op extreem grote slijtage of het bijten in harde objecten maar past bij een dieet van vlees. Hoogstens kan dan een extra haas tussen de tanden geklemd zijn. Een andere verklaring is de stuff and cut-hypothese, dat de neanderthaler zijn mond zoveel mogelijk volpropte met vlees waarna uitstekende delen met een scherp werktuig werden afgesneden. De bijtkracht van het voorste gebit was beperkt. Omstreden is hoe de voorste boventanden en ondertanden occludeerden: met de randen op elkaar of met een zekere overbeet zoals bij de meeste moderne mensen, vooral kinderen. Verondersteld is dat door zwaardere slijtage bij volwassen neanderthalers de overbeet meestal geheel verdwenen was.
De taurodonte kiezen zouden gebruikt kunnen zijn om taaier plantenmateriaal te kauwen. Daartegen spreekt echter dat het glazuur vrij dun was en dat de schedel niet speciaal versterkt lijkt door richels voor zware kauwspieren. Wel kan de tamelijk voorwaartse positie van de premolaren, de ruimte achter de derde kies, de achterwaartse positie van de kauwspieren, de binnenwaartse positie van het bultje voor de pterygoíde spieren en de vrij lage positie van het kaakgewricht de neanderthaler in staat gesteld hebben zijn mond verder open te sperren en meer ruimte geschapen hebben om voedsel met de kiezen te verwerken, die door hun achterwaartse positie meer bijtkracht hebben. De grote kiezen kunnen gediend hebben om niet zozeer taai als wel veel voedsel te verwerken. 
Daarbij zijn er sterke aanwijzingen, in de vorm van botten van prooidieren, zoals edelherten, en de chemische structuur van het tandsteen, dat veel vlees gegeten werd. Het is echter onmogelijk dat de neanderthaler meer dan zo'n dertig percent van zijn energie uit dierlijke eiwitten betrok want dan dreigt proteïnevergiftiging die de nieren aantast. Dierlijk vet kan een cruciale rol gespeeld hebben maar veel prooidieren hadden tamelijk mager vlees. Planten, bij voorkeur vette noten en koolhydraatrijke bessen en wortels, moeten dus een belangrijke aanvulling zijn geweest. Bij sommige vondsten wijst het patroon van krasjes op de kiezen op een dieet met veel planten. De beheersing van vuur, voor braden en koken, en het gebruik van werktuigen verminderde de belasting voor het gebit. Hoewel het omstreden is wanneer de mens voor het eerst vuur kon maken, tonen de vele vuurplaatsen dat de neanderthaler daartoe vermoedelijk in staat was: het lijkt onwaarschijnlijk dat men afhankelijk was van blikseminslagen en het daarna steeds levend houden van een vuurtje.

### Postcrania
De postcrania, de delen "achter de schedel", van de neanderthaler zijn ook weer robuust gebouwd.

#### Wervelkolom

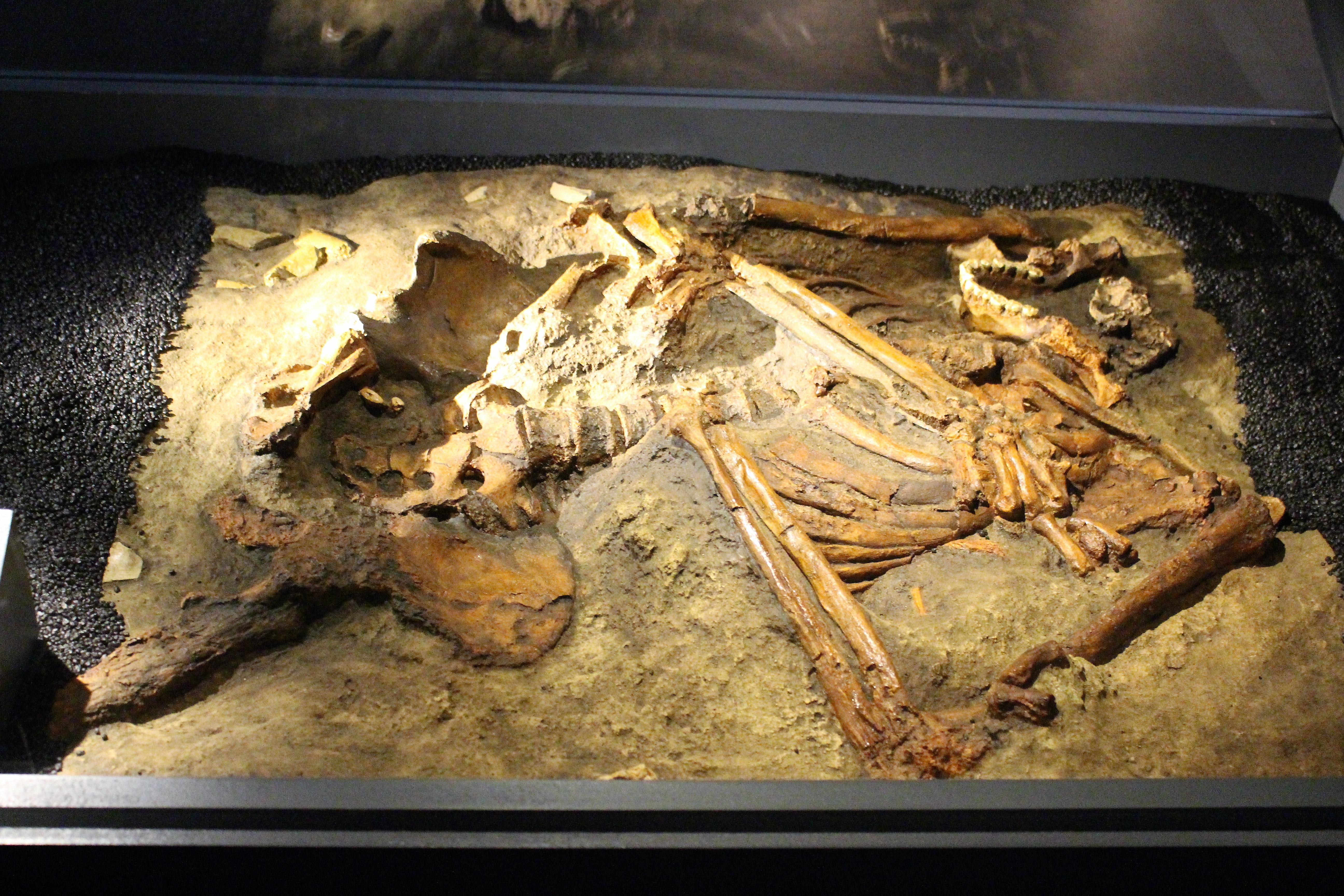
Specimen Kebara 2 bewaart de meest volledige wervelkolom

Gedurende de twintigste eeuw werd meestal aangenomen dat de wervelkolom van de neanderthaler weinig verschilde van die van de moderne mens. Opnieuw was er een verband met de beschrijving door Boule. Die begreep dat de eigenaardigheden van de vieillard op dit punt niet slechts veroorzaakt werden door ouderdom maar ook door arthritis. Hij had door dat dit exemplaar geen betrouwbare informatiebron was maar had te weinig gegevens over de evolutie van het skelet om de morfologie goed te kunnen analyseren. Hij voerde ook geen systematische metingen uit. Hij zag dat de nek relatief kort en dik was, zowel van voor naar achter als overdwars, maar dacht ten onrechte dat die daarom een S-kromming zou missen. Boule dacht dat de wervelkolom vrij recht was, ook in de lendenwervels, naar analogie met de chimpansee. Die interpretatie werd al snel verworpen. De vondst in 1983 van specimen Kebara 2, dat vierentwintig wervels bewaart, liet zien dat de wervelkolom niet op die van basale mensapen lijkt. De wel bestaande afwijkende kenmerken werden daarna verwaarloosd. Problematisch is dat de vondsten uit Kebara in de Levant gedaan zijn en  niet de "klassieke" neanderthaler vertegenwoordigen maar een populatie die wellicht met Homo sapiens gemengd is. Moderne studies in de eenentwintigste eeuw hebben duidelijke verschillen aangetoond. De dikte van nek komt door langere en meer horizontaal gerichte doornuitsteeksels, een basaal kenmerk. Bij de onderste halswervels zijn de doornuitsteeksels ook erg dik, een mogelijke autapomorfie. Een dikke nek kan nuttig geweest zijn om het zware en lange hoofd te stabiliseren, overdwars en van voor naar achter.

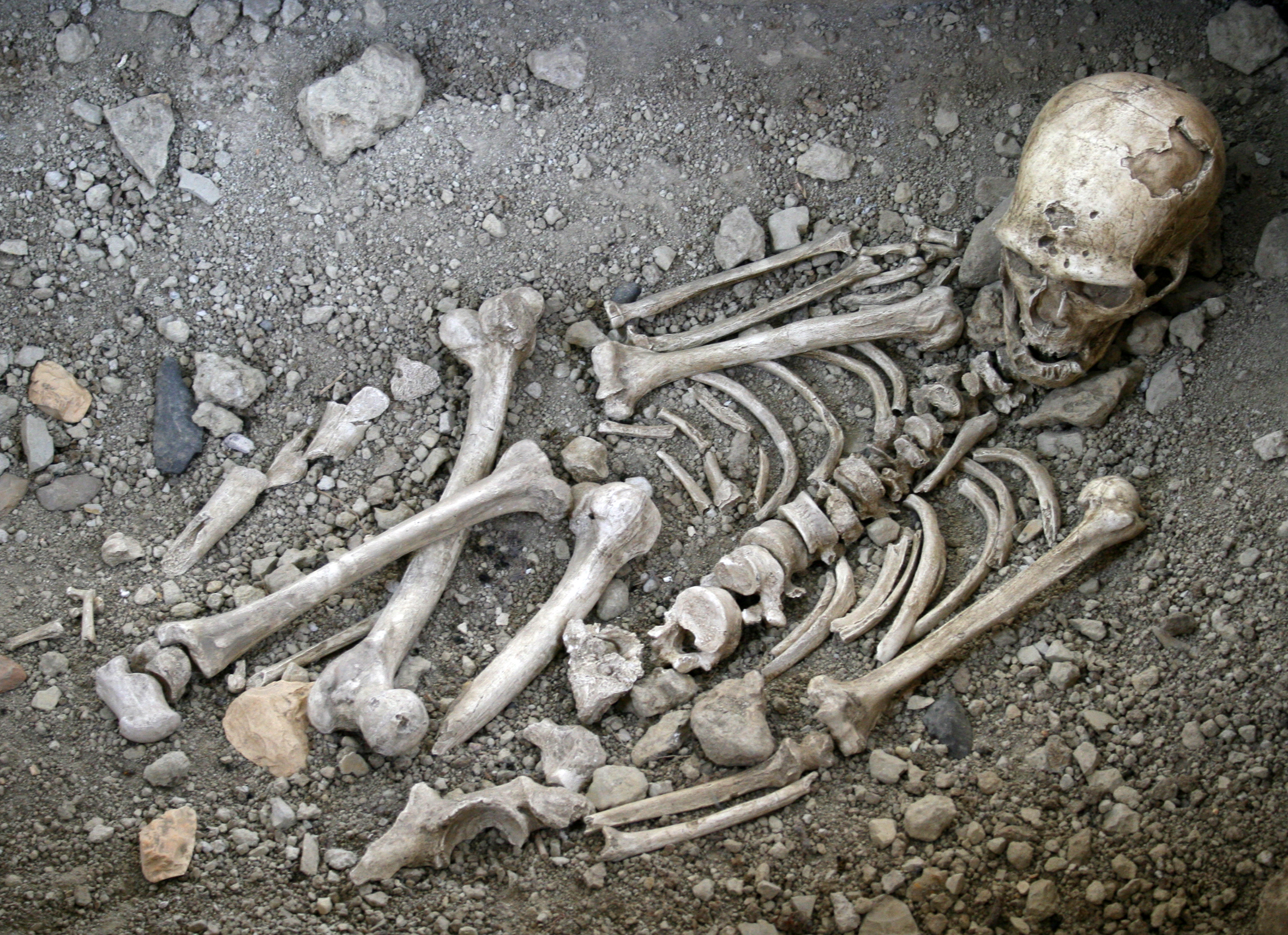
Postcraniale skeletten van neanderthalers zijn zeldzaam. Dit is een reconstructie van de vieillard zoals die gevonden werd

De lengte van de nek houdt ook verband met de hypothese van Lieberman dat de neanderthaler een gesproken taal zou missen. Hij dacht dat om te kunnen spreken het verhemelte ongeveer even lang zou moeten zijn als de nek. Er zijn echter veel moderne mensen met een relatief korte nek die geen enkele moeite hebben alle gewenste klinkers voort te brengen. Controle over lippen, onderkaken en tong is een veel belangrijker factor. Daarbij zijn er moderne talen, zoals het Oebychs, met een beperkt klinkersysteem en is het in sommige talen zoals het Tsjechisch, mogelijk hele zinnen uit te spreken zonder ook maar één klinker te gebruiken. Er is dus geen noodzakelijk verband tussen het kunnen voortbrengen van klinkers en het bezit van een menselijke gesproken taal. In absolute zin is het verschil in neklengte ook niet zo groot: twaalf centimeter bij neanderthalers tegenover gemiddeld 127 tot 134 millimeter bij moderne populaties. De twaalf centimeter valt binnen de moderne variatie. Daarbij zou de vaak aangenomen mindere kromming de effectieve verticale lengte vergroten.
Een verdere aanwijzing of de neanderthaler een gesproken taal kende kan gelegen zijn in de dwarsdoorsnede van het ruggenmergkanaal. Het is beweerd dat Homo ergaster niet kon spreken doordat een te smal kanaal een afdoende aansturing van de ademhalingsspieren verhinderde. Deze hypothese is zeer omstreden. De neanderthaler heeft in de nek en borstkas in ieder geval een kanaal dat niet smaller is dan bij moderne mensen.
Verdere eigenaardigheden van de halswervels zijn dat bij de atlas, de eerste wervel, het tuberculum of bultje voor de aanhechting van het kapsel van het ligamentum transversum opvallend klein is. Bij deze wervel steekt het voorste tuberculum van de voorste boog naar achteren. Het gewrichtsfacet aan de zijde van de draaier, de tweede wervel, is relatief groot. De draaier toont een grote variatie tussen individuen. Het onderste gewrichtsvlak van de draaier is wel aangegeven als minder afgeschuind maar dat is ook betwist. De draaier is over het algemeen vrij plat en overdwars breed. Bij sommige exemplaren is bij de vierde en vijfde wervel de punt van het doornuitsteeksel licht gevorkt. Bij de vijfde tot en met zevende wervel is het doornuitsteeksel extra lang en zijn deze processus spinosi in het bijzonder horizontaal staand maar juist niet gevorkt. Deze wervels zijn opvallend plat.
In de borstkas tonen de wervels een sterkere kyfose. De kolom is dus meer naar voren gebogen als in een lichte bochel. De kolom ligt ook meer naar voren in de borstkas doordat de ribben aan weerszijden meer naar achteren uitsteken, wat weer komt doordat de zijuitsteeksels van de wervels schuiner naar boven staan. De borstkas heeft een relatieve lengte gelijk aan die van de moderne mens maar de ribben zijn langer en rechter. Dat maakt de borstkas naar onderen toe wat breder. Het profiel wordt wel als "tonvormig" of "klokvormig" omschreven tegenover de breed afgeplatte bouw bij de moderne mens maar dat zijn relatieve termen: het profiel van de vroege Homo is ook wel zo getypeerd in vergelijking met Homo ergaster die weinig van de neanderthaler afwijkt. In ieder geval moet het middenrif breed geweest zijn en in combinatie met de bollere borst kan de longinhoud hoger hebben gelegen. Die bij Kebara 2 is geschat op 9,04 liter tegenover gemiddeld zes liter bij moderne mannen en 4,7 liter bij vrouwen. Dat zou ook passen bij het grotere energieverbruik dat vaak voor neanderthalers aangenomen wordt wegens hun robuuste bouw. Die grotere longinhoud komt echter niet voort uit een grotere omvang van de borstkas als geheel. Het kan zijn dat de neanderthaler, gezien de meer horizontale ribben, meer over de buik ademhaalde met het middenrif. Het is ook mogelijk dat zijn bloed meer rode bloedlichaampjes bevatte.
Wat de lendenwervels aangaat lijken die door kyfose van de bovenste wervels en de afschuining van de gewrichtsfacetten van de onderste wervels een mindere lordose te vertonen. De S-kromming is dus minder maar niet geheel afwezig. De interpretatie van Kebara 2 is echter omstreden. In 2004 werd gemeld dat er eigenlijk nauwelijks verschil in kromming was met moderne mensen. In 2006 meldde Ella Been dat de S-kromming zelfs sterker was. In 2008 stelde een studie dat ook de lendenwervels een kyfose vertoonden, dus in een buiging naar voren. Been onderzocht de wervels in 2010 in groter detail. De twaalfde borstwervel had een moderne bouw. De lendenwervels hadden ongeveer dezelfde omvang als bij moderne mensen. De bovenste vier lendenwervels toonden kyfose. De zijuitsteeksels waren meer naar voren gericht. De laminae, de richels waaraan het kapsel van het ligamentum flavum is bevestigd, zijn langer. Deze eigenaardigheden zijn afgeleide kenmerken. Het vermogen lasten te dragen was niet groter dan bij Homo sapiens. Wel was er een betere zijdelingse beweeglijkheid, aangedreven door de Musculus quadratus lumborum. Die kan gediend hebben om een breder bekken voldoende naar voren te laten uitslaan om een efficiënte stappende gang te handhaven. De neanderthaler had dus geen bijzonder stijve onderrug, zoals basale mensapen die typisch bezitten, welke vaak een of twee lendenwervels minder bezitten om stabieler te kunnen klimmen. De neanderthaler heeft er vijf, net als de moderne mens. Individuen met zes wervels die 5% van de populatie van de moderne mens uitmaken, zijn bij de neanderthalers onbekend. Bij neanderthalers staat het heiligbeen vrij verticaal en is hoog geplaatst ten opzichte van het bekken.

#### Ledematen

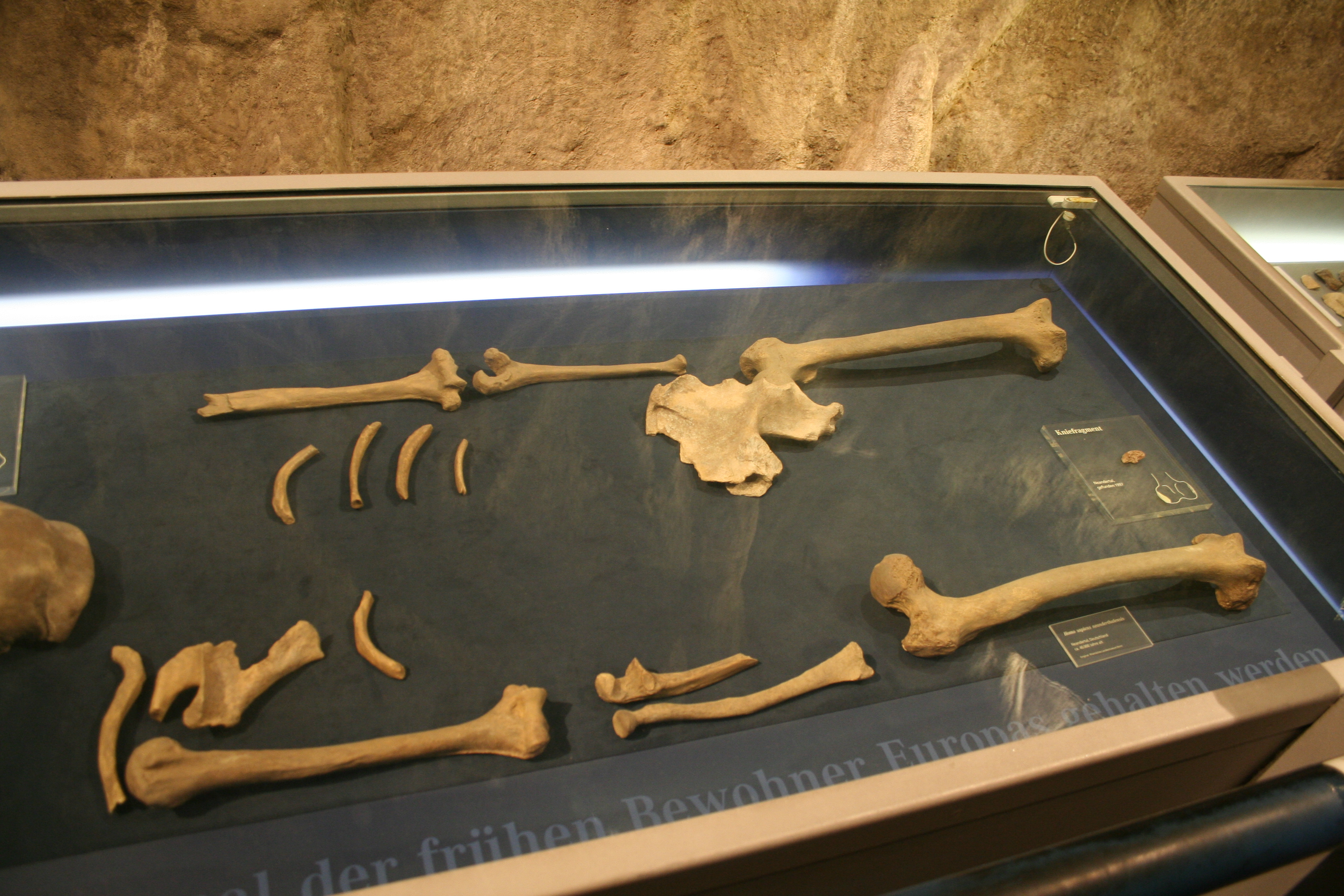
Neandertal 1, het eerste gevonden neanderthalerskelet, toonde al de typische proporties van de ledematen

De ledematen zijn robuust. De gordels zijn breed en de armen en benen relatief kort.

##### Schoudergordel
De schoudergordel als geheel is breed. De schouderbladen zijn groot en breed overdwars, zowel in absolute zin als relatief tot het sleutelbeen, het opperarmbeen en het schoudergewricht. Dit is een basaal kenmerk; Homo sapiens heeft smalle schouderbladen. Het schoudergewricht is juist smal, net als bij oudere soorten waaronder australopitheken; de moderne mens heeft brede schouderkommen. Het schouderblad heeft een bovenste sulcus axillaris, een trog die bij zowel oudere mensensoorten als Homo sapiens meestal ontbreekt. De processus coronoideus, het restant van het ravenbeksbeen, is kort. 
Al sinds Boule worden de sleutelbeenderen van de neanderthaler als lang omschreven. Deze bepaalde de lengte echter vooral in verhouding tot het opperarmbeen. Later onderzoek liet zien dat het veeleer juister is te stellen dat de opperarmbeenderen nogal kort zijn. Desalniettemin ligt de lengte van het sleutelbeen in of boven het bovenste bereik van de moderne menselijke variatie. Lange sleutelbeenderen bemoeilijken de rotatie van de arm naar boven toe. De neanderthaler zou daardoor moeite hebben met klimmen. Een klimmende levenswijze is nooit voor de soort aangenomen, ook omdat zijn habitat niet uit oerwoud bestond en de bebossing typisch uit naaldbomen die lastig te beklimmen zijn. De verminderde rotatie betekent ook dat een overhandse worp lastig was. Meestal wordt aangenomen dat de neanderthaler typisch geen werpsperen gebruikte maar stootwapens. Het sleutelbeen is overigens niet bijzonder lang afgezet tegen de lichaamsmassa. Er lijkt ook geen directe correlatie te zijn tussen sleutelbeenlengte en bekkenbreedte. Het sleutelbeen wordt ook vaak aangemerkt als vrij sterk gekromd.

##### Bovenarm
Het opperarmbeen is robuust maar de botwanden zijn dunner vergeleken met de Pekingmens, vallend binnen de variatie van de moderne mens. Het is vrij kort relatief tot de borstkaslengte. Hetzelfde geldt voor noordelijke moderne populaties maar bij de neanderthalers is de bouw extreem, alleen overeenkomend met moderne poolbewoners. Het opperarmbeen heeft grote aanhechtingsvlakken voor spieren, ook die welke de onderarm bewogen. De fossa olecrani is breder, vreemd genoeg vooral bij linkerarmen. Onder de huidige primaten is Homo sapiens de enige met duidelijk bewijs voor rechts- of linkshandigheid. Bij de neanderthaler zijn daar ook aanwijzingen voor: bij 90% van de exemplaren is het rechteropperarmbeen sterker ontwikkeld en het omgekeerde is een uitzondering. Bij vrouwen komt dit fenomeen minder voor, wat gezien is als een teken van arbeidsverdeling op grond van sekse. Het is wel verondersteld dat de mannelijke activiteit voornamelijk bestond uit het gebruiken van stootwapens maar in 2012 concludeerde een studie dat het schrapen van huiden een waarschijnlijker taak was. Dat wordt ook bevestigd door asymmetrische slijtage van werktuigen. Het kan zijn dat de linkerarmen meer gebruikt werden om een prooi te slepen, met een bredere fossa ten gevolg, terwijl de rechterhand speren vasthield. Wellicht dat ook al Homo heidelbergensis rechtshandig was.
Het opperarmbeen van de moderne mens is opvallend basaal: het lijkt meer op dat van australopitheken dan dat van de neanderthalers. Dat heeft geleid tot de hypothese dat de neanderthalers een speciale bouw ontwikkelden. Latere vondsten toonden echter aan dat die gedeeld werd met bijna alle groepen uit het middelste Pleistoceen, wat suggereert dat de laatste gemeenschappelijke voorouder van Homo sapiens en de neanderthalers die ook bezat en juist de moderne mens terugkeerde naar de oorspronkelijke bouw. Het opperarmbeen van de neanderthaler wordt gekenmerkt door een grote aanhechting voor de musculus pectoralis major welke naar onderen (distaal) overloopt in die van de musculus deltoideus, een diepe sulcus intertubercularis humeri, een binnenste beenstijl die naar boven (dorsaal)  afwijkt en een geringe wringing rond de schacht. De wringing is meestal tussen de 130° en 150°. Deze relatief lage waarden kunnen een aanpassing zijn aan een smalle bovenste borstkas en wellicht meer in het bijzonder een teken kunnen zijn van een hoog activiteitsniveau.

##### Onderarm

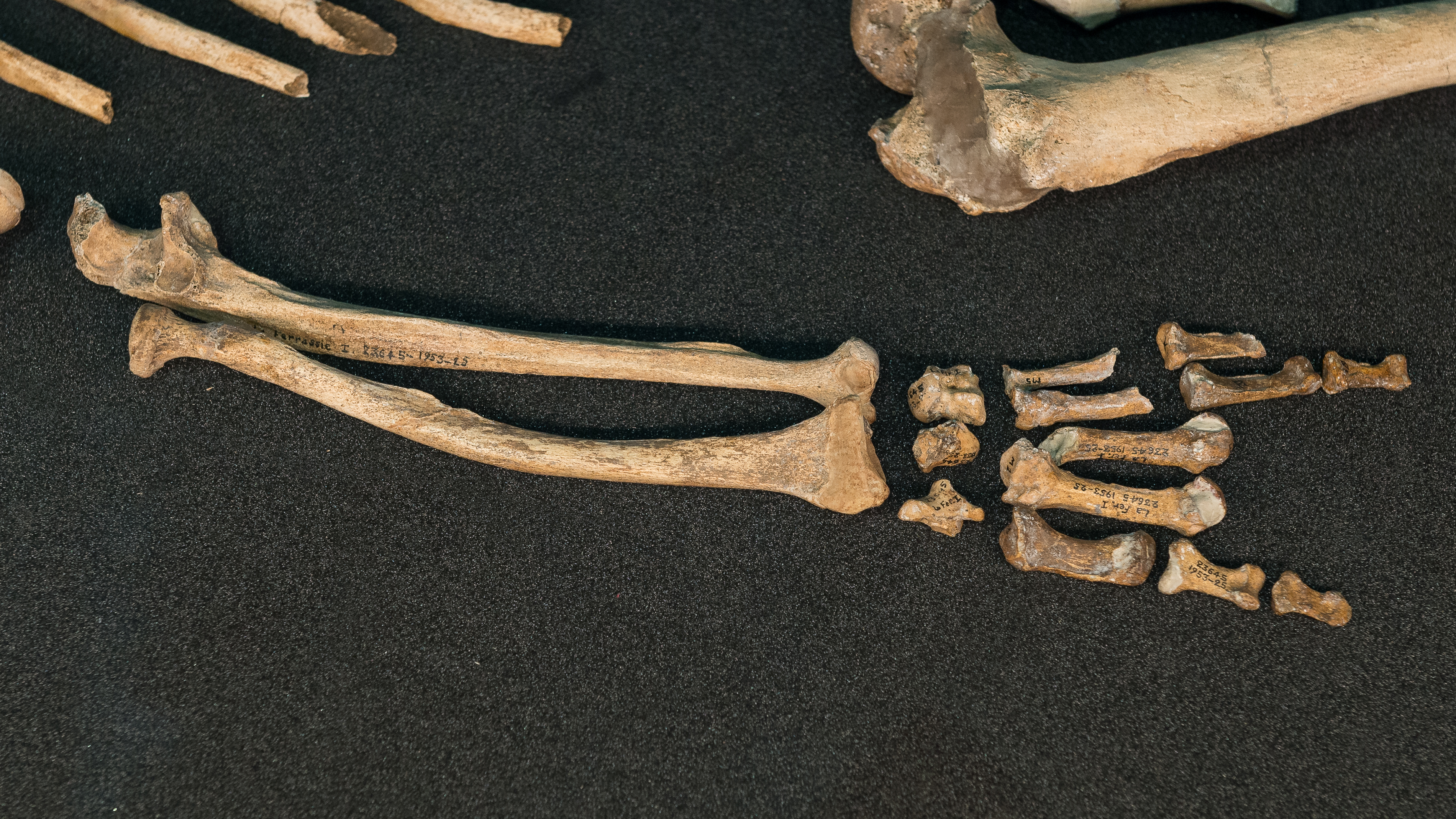
De rechteronderarm van specimen La Ferrassie 1 toont het typische gebogen spaakbeen

De onderarm van de neanderthaler wordt meestal als zeer krachtig omschreven. De onderarm is ook kort. Het spaakbeen is sterk naar buiten gebogen. Dat is opvallend omdat de buiging bij de primaten in juist is afgenomen ten opzichte van zoogdieren in het algemeen en basale mensapen nog eens rechtere spaakbeenderen hebben. Ook bij Homo erectus is dit bot nog vrij recht. De neanderthaler doorbreekt dus die trend. Bij de moderne mens ontbreekt de buiging typisch; die kan zo voor de neanderthaler gelden als een autapomorfie. De buiging schept ruimte voor grotere spieren. De kam voor de musculus supinator is sterk ontwikkeld. De zwelling van het spaakbeen ligt meer naar binnen. Dat vergroot de hefboomwerking van de musculus biceps bracchii vergeleken met de meer zijdelingse positie bij de moderne mens die zo minder kracht kan zetten bij de laatste fase van de supinatie, het naar buiten draaien van de hand zodat de handpalm naar boven wijst. Ook de omgekeerde beweging, de pronatie, moet krachtig geweest zijn, alsmede het buigen van de elleboog. De kop van het spaakbeen is ovaal, van voren naar achteren gericht en de nek is relatief lang, een basaal kenmerk. De processus styloideus steekt verder uit.
De ellepijp, in het algemeen ook kort en breed, is bovenaan wat verlengd naar achteren gebogen. De inkeping in de trochlea van het gewricht is meer naar voren geplaatst dan bij de moderne mens, bij wie de plaatsing al meer voorwaarts is dan bij basale mensapen of australopitheken. Dat zou de strekking van de elleboog beperkt hebben en is wel gezien als een teken dat een gebogen elleboog de normale houding was, hoewel onduidelijk is wat daarvan de functie zou zijn geweest. Sommige studies ontkennen echter de voorwaartse plaatsing. De kam voor de musculus pronator quadratus is sterk ontwikkeld wat wijst op een zeer gespierde onderarm. Overdwars is de schacht meer golvend.

###### Pols en hand

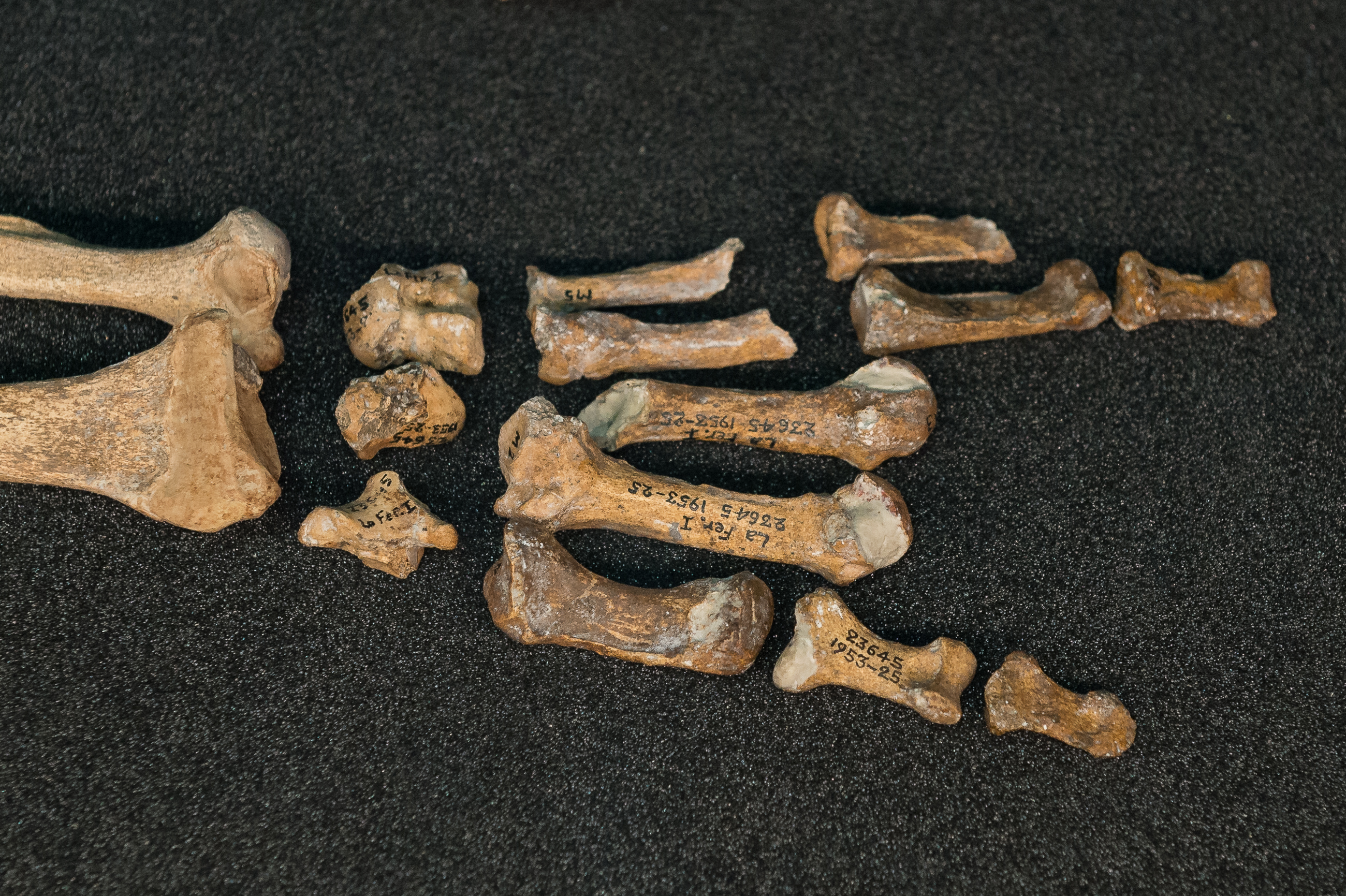
De rechterhand van specimen La Ferrassie 1, dat overigens juist in de hand weinig van Homo sapiens afwijkt

De hand van de neanderthaler is kort, breed en gedrongen. De neanderthaler heeft zelden een dubbel zadelgewricht tussen pols en eerste middenhandsbeen, dat bij moderne mensen algemeen is. Zowel de moderne mens en de neanderthalers hebben handen die goed geschikt zijn voor werktuiggebruik doordat de duim zwaar belast kan worden. Het trapezoïde in de pols is breed en plat verbonden met de middenhand. Het trapezoïde is naar de palmzijde verbreed en met een groot gewricht verbonden met het scaphoïde. Veel onderzoek is gewijd aan de vraag wat subtiele verschillen in bouw zouden kunnen zeggen over specialisaties in gedrag. Bij de neanderthaler is het gewricht tussen trapezoïde en het eerste middenhandsbeen extra afgeplat. Dat kan leiden tot een grotere beweeglijkheid zodat het gewricht door krachtiger spieren en kapsels gestabiliseerd moest worden. Op grotere kracht duiden ook de robuustere vingerkootjes, ruwere aanhechtingen voor spieren en pezen, gewrichtsfacetten tussen het capitatum en het tweede middenhandsbeen die meer in lijn met de handas liggen, een gereduceerde processus styloideus op het derde middenhandsbeen, een overdwars platte basis van het vijfde middenhandsbeen en grote uitstekende peesbultjes in de pols. De vingertoppen zijn ook breder met een afgeronde uitgroei voor een betere aanhechting van de pezen, een basaal kenmerk: de moderne mens onderscheidt zich doordat dit kenmerk meestal ontbreekt, vooral bij de middelste drie vingers. Al deze kenmerken verschillen echter sterk tussen individuen onderling, geografie, geologische ouderdom, individuele ouderdom, sekse, type werktuigen en individueel gedrag weerspiegelend. Het is dus lastig een algemene handmorfologie van de neanderthaler aan te geven. Meestal wordt toch geconcludeerd dat de neanderthaler meer een "krachtgreep" bezat, tegenover een precisiegreep bij de moderne mens. Deze termen zijn echter relatief. Ze zijn ook gebruikt om de hand van Homo habilis van die van australopitheken te onderscheiden. Zo bezien hebben neanderthaler en Homo sapiens beide een precisiegreep. Er was geen fysieke barrière voor de neanderthaler om verfijnde werktuigen te gebruiken.
Een studie door Ameline Bardo concludeerde in 2020 dat de vorm van de gewrichten duiden op een specialisatie in een krachtgreep waarin de duim tegenover de andere vingers gehouden werd, zoals bij het vasthouden van stootsperen. Eerder was al opgevallen dat bij neanderthalers de musculus opponens pollicis, die de duim opponeert, aan het eerste middenhandsbeen verbonden is via een beenrichel. Eerdere soorten en de moderne mens hebben een scherpere kam.

##### Bekken
Het bekken van de neanderthaler is relatief breed. Bovenaan sluit het aan bij de brede borstkas. De ver uit elkaar liggende heupgewrichten maken een grote uitslag van het been mogelijk bij het stappen. Op het darmbeen ligt een krachtig ontwikkelde beenstijl boven het heupgewricht relatief voorwaarts. De beenstijl is echter minder ontwikkeld dan bij Homo erectus. Het schaambeen is verticaal dun. De bovenste tak van het schaambeen is lang. Aanvankelijk werd gedacht dat het geboortekanaal overeenkomstig ruimer was om neanderthalerbaby's met grotere hersenen geboren te laten worden.
Het bekken van de vrouw speelt een cruciale rol bij het baren. Bij de meeste primaten is de ovale doorgang van het geboortekanaal met de lange as van voor naar  achter gericht. Het kind wordt dan met het gezicht naar voren gebaard. Bij australopitheken en Homo echter, is de bovenste toegang van het kanaal overdwars breder. Het kind moet dan roteren, eerst met het hoofd en dan met de schouders, om het onderste traject binnen te gaan. Bij de moderne mens wordt het met het gezicht naar achteren gebaard, dus de omgekeerde oriëntatie vergeleken met basale mensapen. Dat heeft de vraag opgeroepen hoe de neanderthaler het deed, met zijn horizontaal lange schedel.
In 2009 concludeerde een onderzoek van een bekken gevonden bij Taboen, het enige vrij complete dat van een neanderthalervrouw bekend is (Kebara 2 bewaart het boventraject), dat bij neanderthalers ook het onderste traject van het geboortekanaal overdwars gericht was. De baby zou dus ook met het hoofdje overdwars geboren zijn. Bij moderne vrouwen is de toegang tot het kanaal verbreed ten opzichte van mannen doordat de schaambeenderen langer zijn ten opzichte van de gereduceerde mannelijke ossa pubis en hun symfyse dichter bij het heiligbeen gebracht is. Neanderthalers zouden een andere methode ontwikkeld hebben: de vrouwelijke schaambeenderen zijn even lang (en de mannelijke schaambeenderen niet gereduceerd) maar naar voren toe meer uit elkaar geklapt. De studie nam, ook al is het fossiel materiaal erg beperkt, aan dat ook al australopitheken en de vroege Homo overdwars baarden. Niet de neanderthaler maar Homo sapiens is dan de uitzondering. Een smaller bekken als aanpassing aan een heet klimaat zou een terugkeer naar een van voor naar achter gericht kanaal veroorzaakt hebben. Dat heeft ook het voordeel dat het baren mogelijk blijft ongeacht de breedte van het bekken. Pasgeboren neanderthalers hadden even grote hersenen als moderne baby's. Pas later werd hun brein groter, vermoedelijk gedurende een langdurige rijping. Overigens zouden baby's met een moderne vorm net zo goed overdwars gebaard kunnen worden: Taboen ligt in een gebied waar vermenging tussen de twee soorten vermoed is.

##### Been

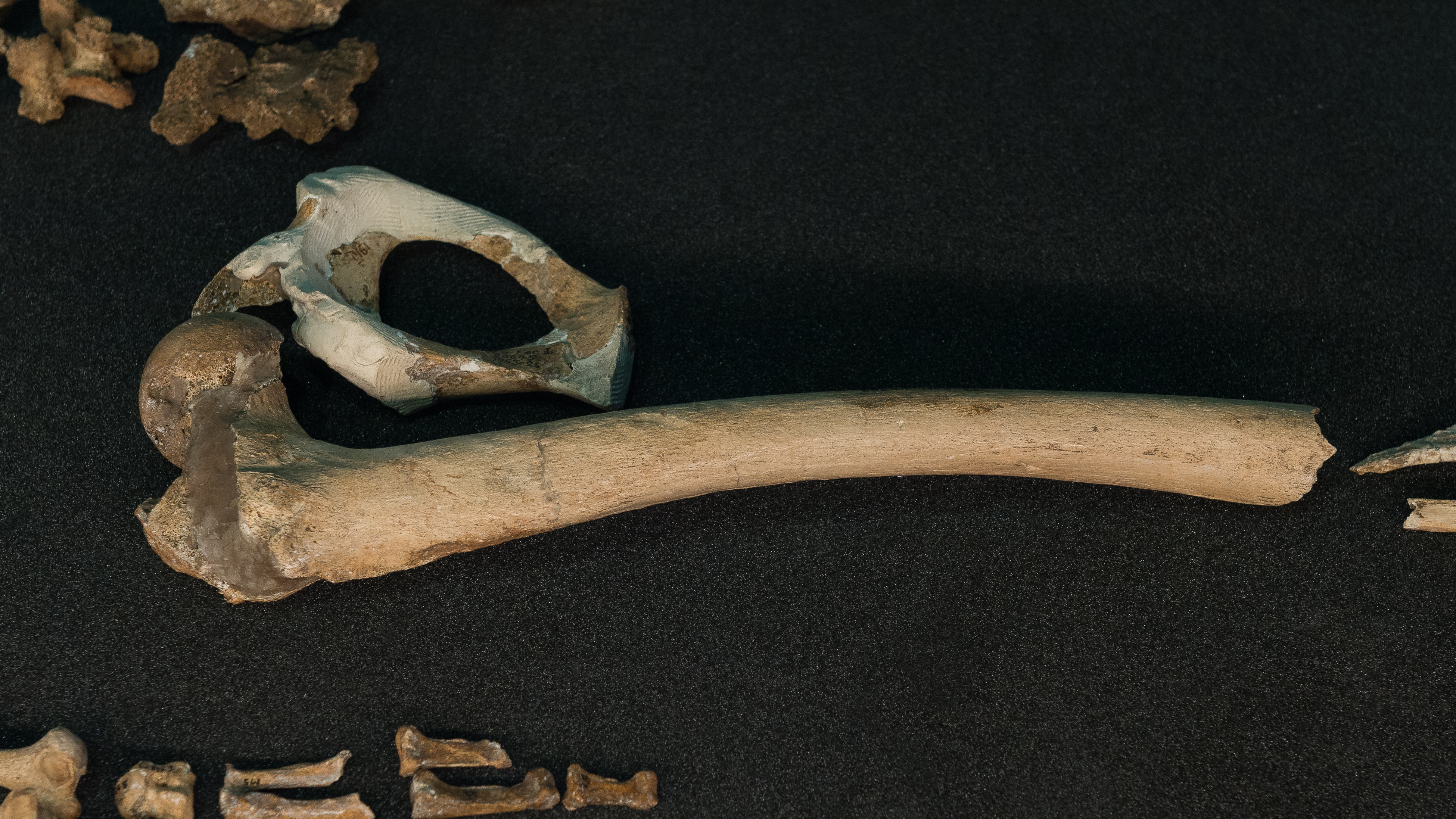
Het rechterdijbeen van La Ferrassie 1

Het been als geheel is relatief kort en robuust.
Het dijbeen is wat gebogen. Boule zag dat als een teken dat met wat gebogen knieën gelopen werd maar dat is niet de moderne interpretatie. Een dergelijke gang zou zeer inefficiënt zijn. Het wordt niet betwijfeld dat de neanderthaler volledig tweevoetig was. De verminderde krommingen van nek en onderrug zouden als een aanwijzing kunnen worden gezien dat de houding toch wat gebogen was met permanente rugpijn tot gevolg maar in 2019 stelde een studie dat lordose en houding binnen de moderne variatie vielen. De nek van het dijbeen is relatief kort net als bij de moderne mens, een afgeleid kenmerk. Bij Homo erectus is de nek langer. Langs de bovenste buitenste schacht loopt geen duidelijke richel voor de aanhechting van de Musculus gluteus maximus zoals de moderne mens die meestal wel bezit. De afwezigheid is een basaal kenmerk. Ondanks de robuuste bouw zijn de botwanden dunner dan bij Homo erectus, een kenmerk dat gedeeld wordt met de moderne mens. Een pilaster zoals de moderne mens meestal bezit, een verdikking langs de achterkant van de schacht zodat die een druppelvormige dwarsdoorsnede krijgt, ontbreekt bij de neanderthaler altijd, evenals bij oudere soorten.
De knieschijf is nogal dik, gecombineerd met een achterwaartse verbreding van de condyle van het bovenste scheenbeen. Eerst werd gedacht dat dit wees op een specialisering in het tillen van zware lasten, door een betere hefboomwerking voor de Musculus quadriceps femoris, maar latere studies wezen uit dat gecorrigeerd voor het hogere relatieve lichaamsgewicht de verdikking niet bijzonder is en een vergelijking met moderne (post)industriële populaties zeer misleidend omdat veel huidige mensen geen zware lichamelijke arbeid meer verrichten. De knieschijf is relatief symmetrisch, een basaal kenmerk: bij moderne mensen is het facet van de buitenrand typisch breder.

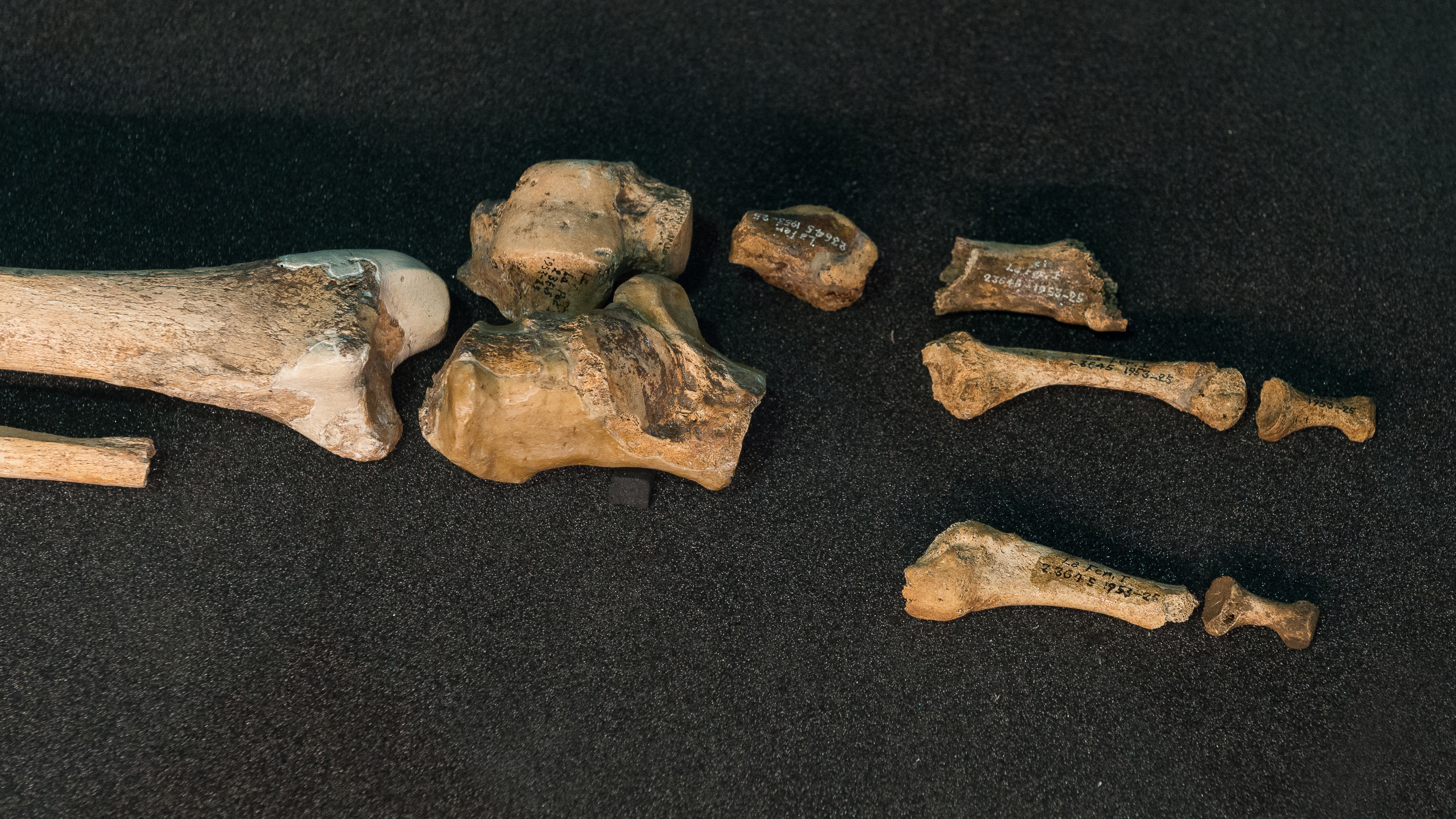
De rechtervoet van La Ferrassie 1

Het scheenbeen is vrij kort, zij het vallend binnen de moderne variatiebreedte die zeer variabel is. Dat duidt op een minder vermogen langdurig te rennen. Net als bij oudere soorten zijn de zijkanten tussen de hoeken in dwarsdoorsnede iets bol of recht. Bij moderne mensen zijn die zijden, vooral de buitenzijde, overdwars vaak wat uitgehold wat de hoeken geprononceerder maakt. Op dezelfde wijze ontbreken op het kuitbeen de lengtetroggen die moderne mensen vaak wel bezitten.
De voet heeft relatief lange tenen en een lang hielbeen, ook weer vallend binnen de moderne variatiebreedte. De lange voet is gezien als een aanpassing aan het trekken door koude bossen, een efficiënte stabiele gang biedend tijdens langdurig stappen. Het langere hielbeen kan meer kracht gezet hebben voor een sprint. Hierbij vond meer rotatie in de enkel plaats en minder in de knie. Dat heeft weer de hypothese ondersteund dat de neanderthaler hinderlagen gebruikte in plaats van een achtervolgingsjacht. Het kan zijn dat meer Type IIx "wit" spierweefsel in de musculatuur aanwezig was, met een snellere contractie.
Anders dan Boule dacht, had de neanderthaler geen afstaande eerste teen en dus ook geen grijpvoet.

## Haarkleur en huidkleur
Bij de moderne mens is de kleur van huid en haren zeer variabel. Meer noordelijke populaties hebben minder pigment zodat ultraviolette straling in de huid meer vitamine D kan aanmaken. In Europa komt als variant rood haar voor. Het is wel verondersteld dat de neanderthalers, die hetzelfde gebied bewoonden, overeenkomstig een bleke huid hadden en rood haar. Het is echter ook geopperd dat een erg lichte huid een vrij recente ontwikkeling is.
Het is gelukt DNA uit de botten van neanderthalers te extraheren. Daarbij bleek dat moderne Europese populaties een klein deel van hun DNA van neanderthalers geërfd hebben. Sommige van die genen coderen, afgaande op gegevens van huidige databanken, voor haarkleur en pigmentatie. De resultaten leveren een verwarrend beeld op. Neanderthalers bleken meestal bruine ogen en donker haar te hebben maar soms blauwe ogen of rood haar. Hun uiterlijk was dus kennelijk even variabel als dat van moderne Europeanen maar wellicht met verrassende combinaties zoals rode haren met een donkere huid. Het is hoogst onzeker of rood haar van neanderthalers overgenomen is.